# Suddivisioni dell'Emirato di Dubai

Logo del Governo di Dubai

Logo della Municipalità di Dubai

La struttura amministrativa dell'Emirato di Dubai è organizzata su due livelli: il primo livello è costituito dai Settori, il secondo livello è formato dalle Comunità (talvolta indicate anche come Distretti).
Questa suddivisione non è legata a motiviazioni storiche o etniche, ma ad esigenze amministrative di gestione e pianificazione. Infatti la raccolta di dati sulla distribuzione della popolazione per settori/comunità è significativa ai fini della pianificazione e fornisce informazioni che ritraggono il quadro della dimensione della popolazione in ciascuna regione che i pianificatori e responsabili delle decisioni possono utilizzare per generare corretti piani e programmi tenendo conto del contesto di ciascuna comunità e delle esigenze di strutture e servizi pubblici di ciascuna di esse.
Tale suddivisione non individua in modo univoco la città di Dubai e non distingue dunque fra comunità appartenenti al nucleo metropolitano proprio e quelle appartenenti ai sobborghi o periferie. Un aiuto per operare tale distinzione giunge tuttavia dal Piano Urbanistico di Dubai del 2020. Tale piano suddivide il territorio dell'Emirato in quattro aree, che riflettono distintive qualità ambientali e paesaggistiche nonché caratteristiche insediative urbane e funzioni di uso del suolo. Queste aree sono:
- Area 1: Area Urbana Sensibile Offshore (entro le 12 miglia nautiche dalla costa);
- Area 2: Area Metropolitana Urbana (a ovest della Outer Bypass Road (E 611 o "Emirates Road"));
- Area 3: Area non urbana (terreni desertici compresi gli usi del suolo per: sport equestri e corse di cammelli, aree di conservazione, insediamenti non urbani);
- Area 4: Area non urbana (terreni desertici compresi gli usi del suolo per: zone acquifere, zone di estrazione del gas, insediamenti agricoli);

Sulla base di tale distinzione si può pertanto definire l'area metropolitana di Dubai come la porzione di territorio fra la E 311 e la costa. Questa area coincide, al netto di alcune piccole porzioni, con quella sottesa dai Settori da 1 a 6, comprendendo anche la zona offshore delle isole artificiali, le cui comunità pertanto costituiscono il nucleo urbano della città di Dubai.

## Settori
I Settori di Dubai, (in arabo القطاع‎?, Al-Qiṭā), sono 9.
Di seguito i Settori con la loro superficie e popolazione aggiornata al 2021, come indicato dai report referenziati del Dubai Statistic Center.

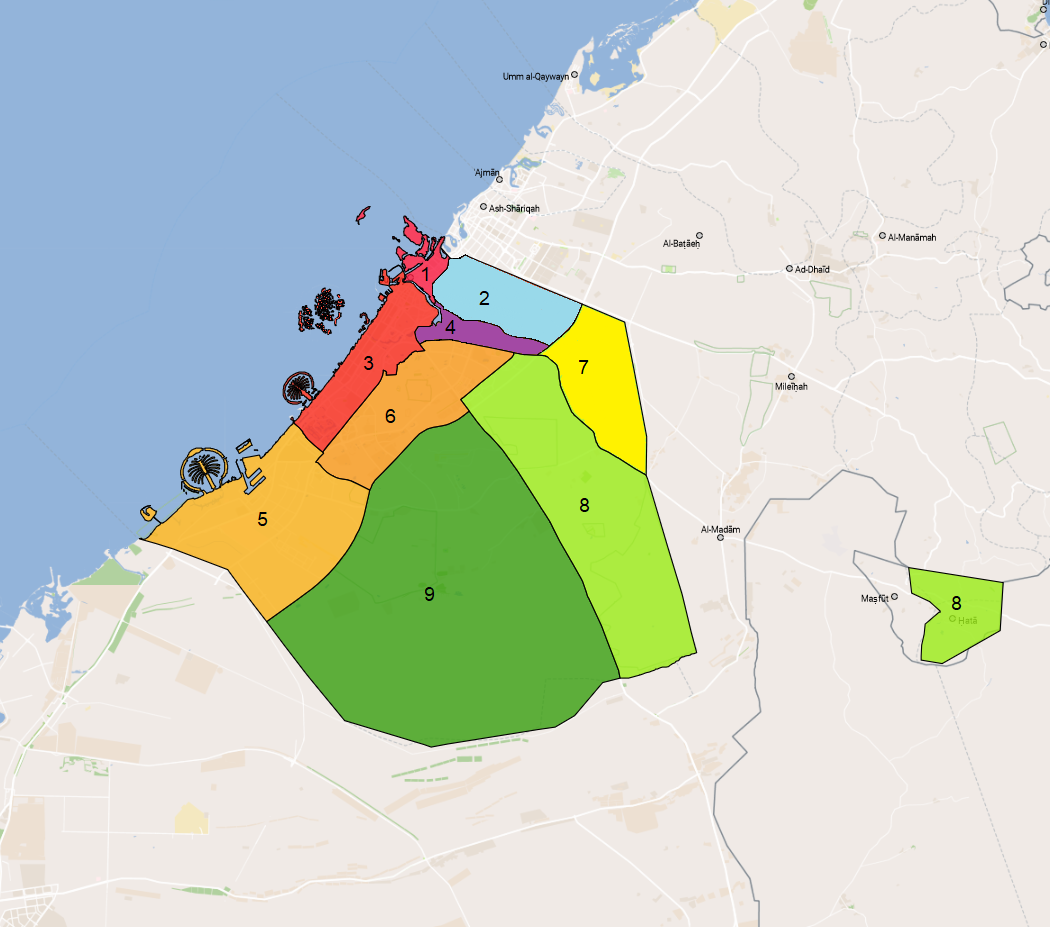
I 9 Settori di Dubai

| Settore   | Nome arabo | Comunità | Area (km²) | Popolazione (2021) | Mappa |
| --------- | ---------- | -------- | ---------- | ------------------ | ----- |
| Settore 1 | 1 القطاع   | 23       | 124,90     | 506 808            |       |
| Settore 2 | 2 القطاع   | 35       | 174,50     | 672 308            |       |
| Settore 3 | 3 القطاع   | 57       | 326,60     | 1 338 629          |       |
| Settore 4 | 4 القطاع   | 10       | 61,80      | 100 959            |       |
| Settore 5 | 5 القطاع   | 18       | 1 046,50   | 510 288            |       |
| Settore 6 | 6 القطاع   | 32       | 292,40     | 451 067            |       |
| Settore 7 | 7 القطاع   | 7        | 228,80     | 17 162             |       |
| Settore 8 | 8 القطاع   | 16       | 839,00     | 42 142             |       |
| Settore 9 | 9 القطاع   | 28       | 1 663,90   | 25 597             |       |
| Dubai     | دبيّ        | 226      | 4 758,50   | 3 655 000          |       |

## Comunità
Le Comunità (in arabo المنطقة‎?) sono il secondo livello della struttura amministrativa dell'Emirato di Dubai. Al 31 dicembre 2021 esistevano 226 Comunità suddivise in nove Settori.
Di seguito le Comunità suddivise per Settore di appartenenza, con la loro superficie e popolazione aggiornata al 2021, come indicato nei report referenziati del Dubai Statistic Center.

### Settore 1

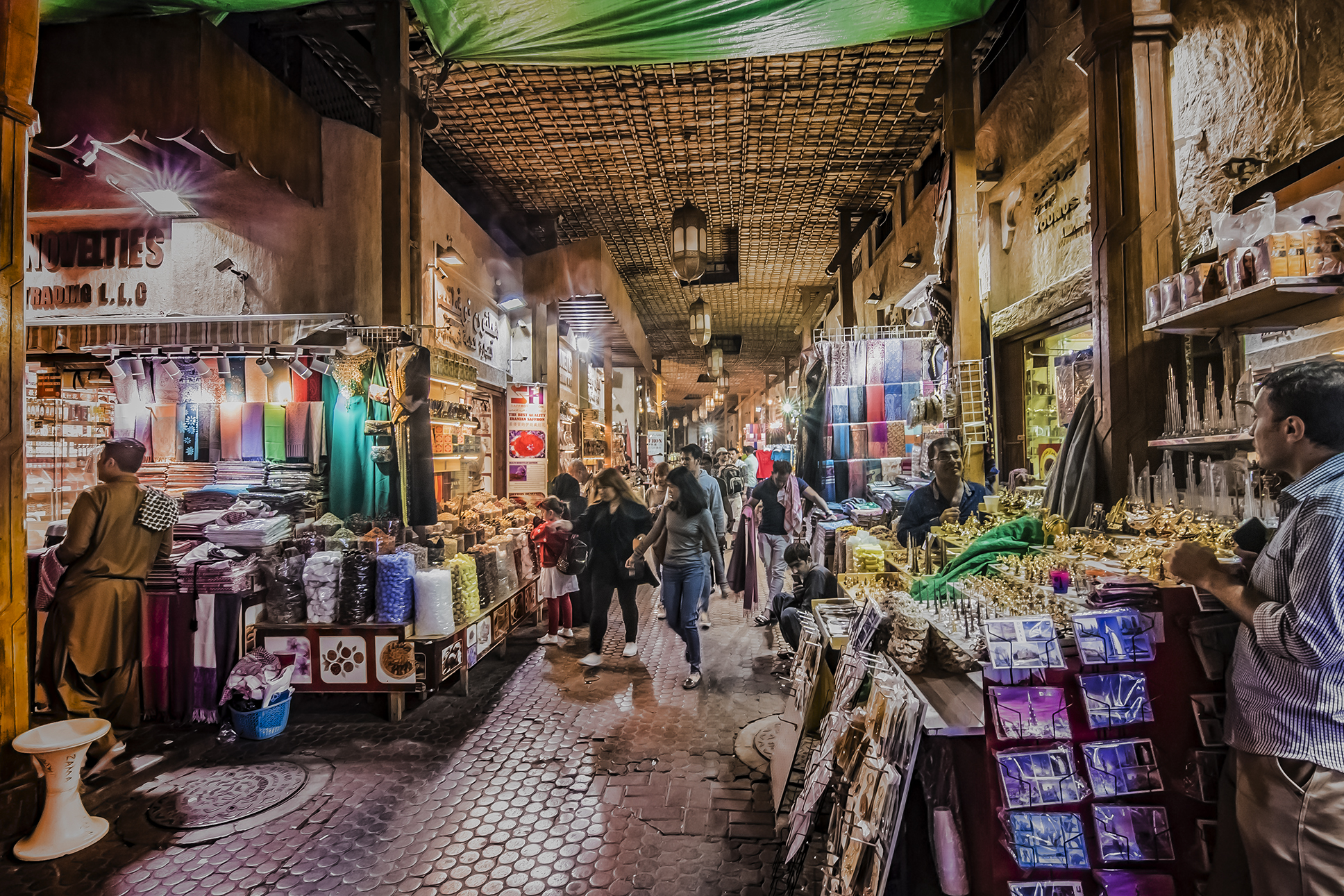
Mercato delle spezie in Deira

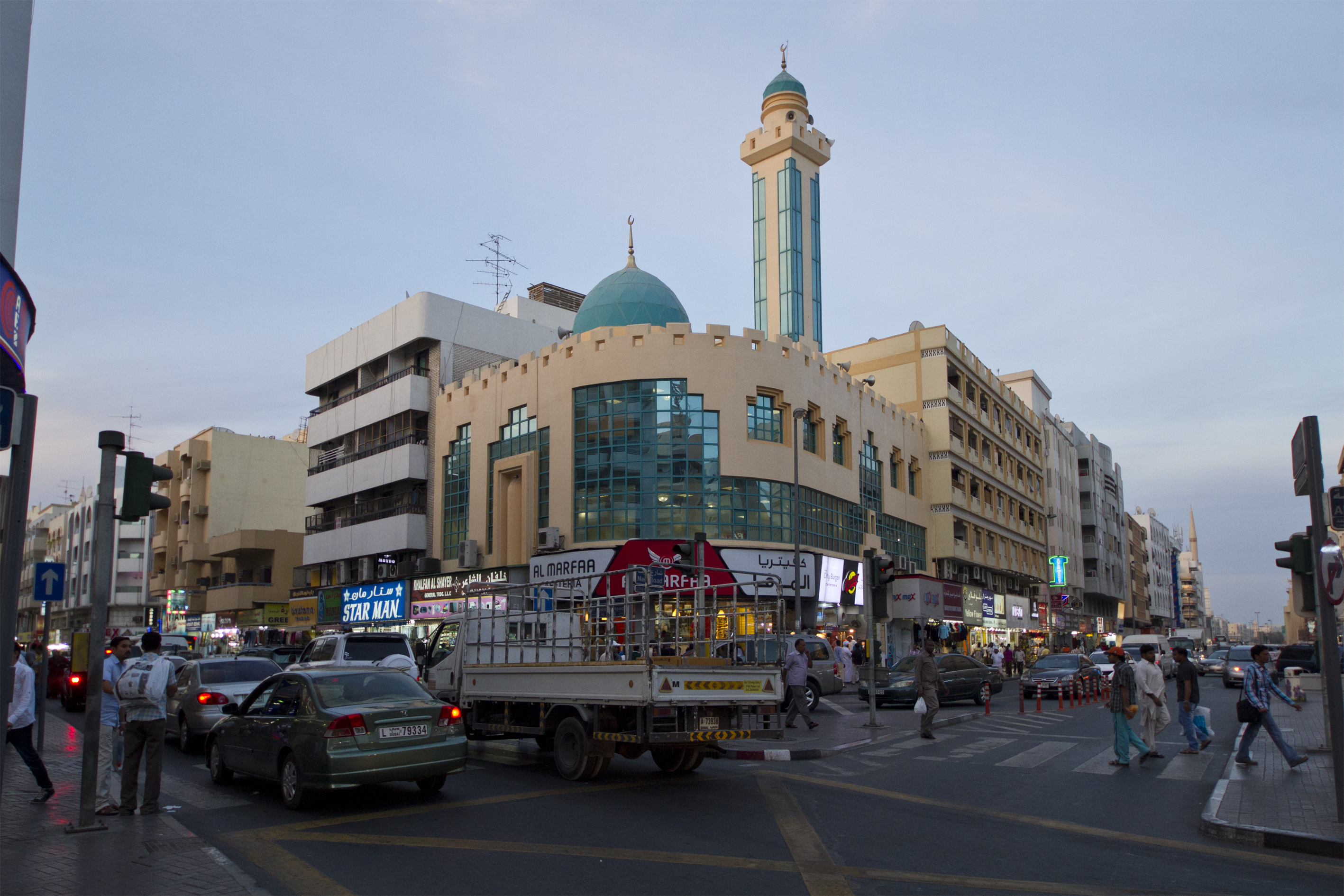
Moschea Mustafa Abdulateef, Al Sabkha

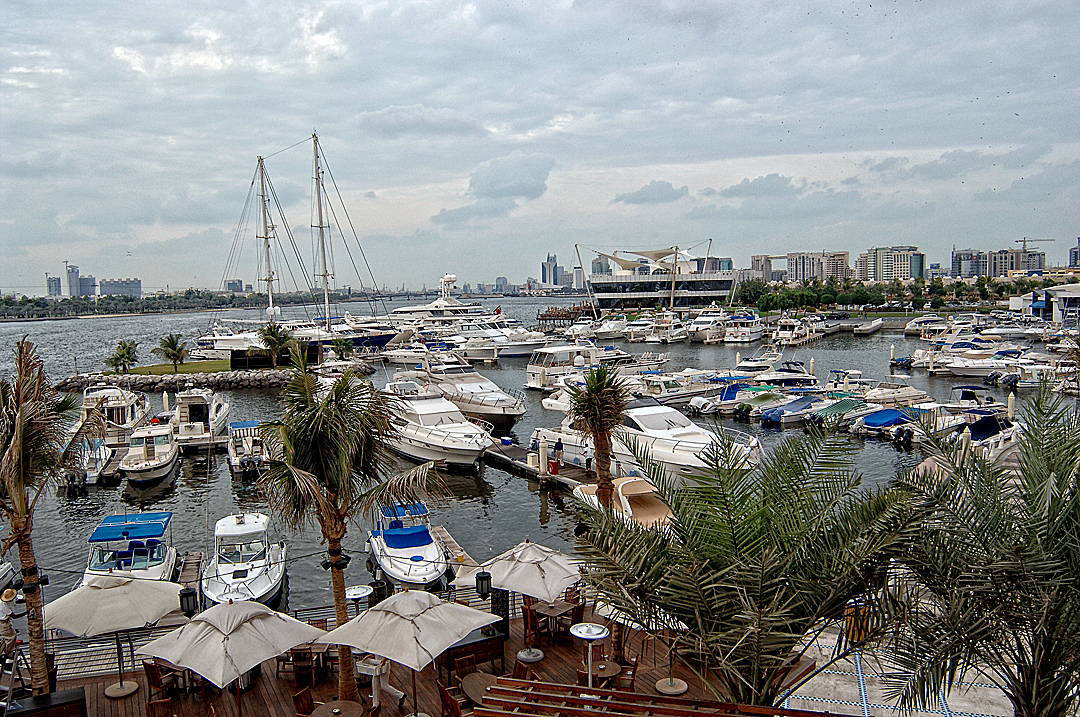
Port Saeed (2006)

Questo Settore si sviluppa sulla zona costiera settentrionale di Dubai, sulla riva nord del Dubai Creek. Corrisponde al quartiere storico di Deira e della relativa isola artificiale. Con una popolazione di circa 494.000 residenti su una superficie di poco meno di 125 km², è in settore più densamente popolato (densita di circa 3.950 ab./km²).
| Codice Comunità | Nome Comunità   | Nome arabo    | Area (km2) | Popolazione (2021) |
| --------------- | --------------- | ------------- | ---------- | ------------------ |
| 101             | Nakhlat Deira   | نخلة ديرة     | 99,6       | 2                  |
| 111             | Al Corniche     | الكورنيش      | 0,6        | 2 593              |
| 112             | Al Ras          | الراس         | 0,3        | 8 067              |
| 113             | Al Dhagaya      | الضغاية       | 0,2        | 16 723             |
| 114             | Al Buteen       | البطين        | 0,1        | 3 016              |
| 115             | Al Sabkha       | السبخة        | 0,1        | 4 205              |
| 116             | Ayal Nasir      | عيال ناصر     | 0,2        | 19 820             |
| 117             | Al Murar        | المرر         | 0,4        | 40 105             |
| 118             | Naif            | نايف          | 0,7        | 53 075             |
| 119             | Al Rigga        | الرقة         | 0,7        | 11 097             |
| 121             | Corniche Deira  | كورنيش ديرة   | 0,9        | 15                 |
| 122             | Al Baraha       | البراحة       | 1,0        | 25 839             |
| 123             | Al Muteena      | المطينة       | 1,1        | 48 739             |
| 124             | Al Muraqqabat   | المرقبات      | 1,5        | 73 087             |
| 125             | Rigga Al Buteen | رقة البطين    | 0,8        | 7 538              |
| 126             | Abu Hail        | أبو هيل       | 1,3        | 18 043             |
| 127             | Hor Al Anz      | هورالعنز      | 1,8        | 84 661             |
| 128             | Al Khabisi      | الخبيصي       | 1,2        | 2 011              |
| 129             | Port Saeed      | بور سعيد      | 2,7        | 14 241             |
| 131             | Al Hamriya Port | ميناء الحمرية | 1,2        | 510                |
| 132             | Al Waheda       | الوحيدة       | 1,4        | 21 608             |
| 133             | Hor Al Anz East | هور العنز شرق | 1,4        | 22 026             |
| 134             | Al Mamzar       | الممزر        | 5,8        | 16 534             |

### Settore 2

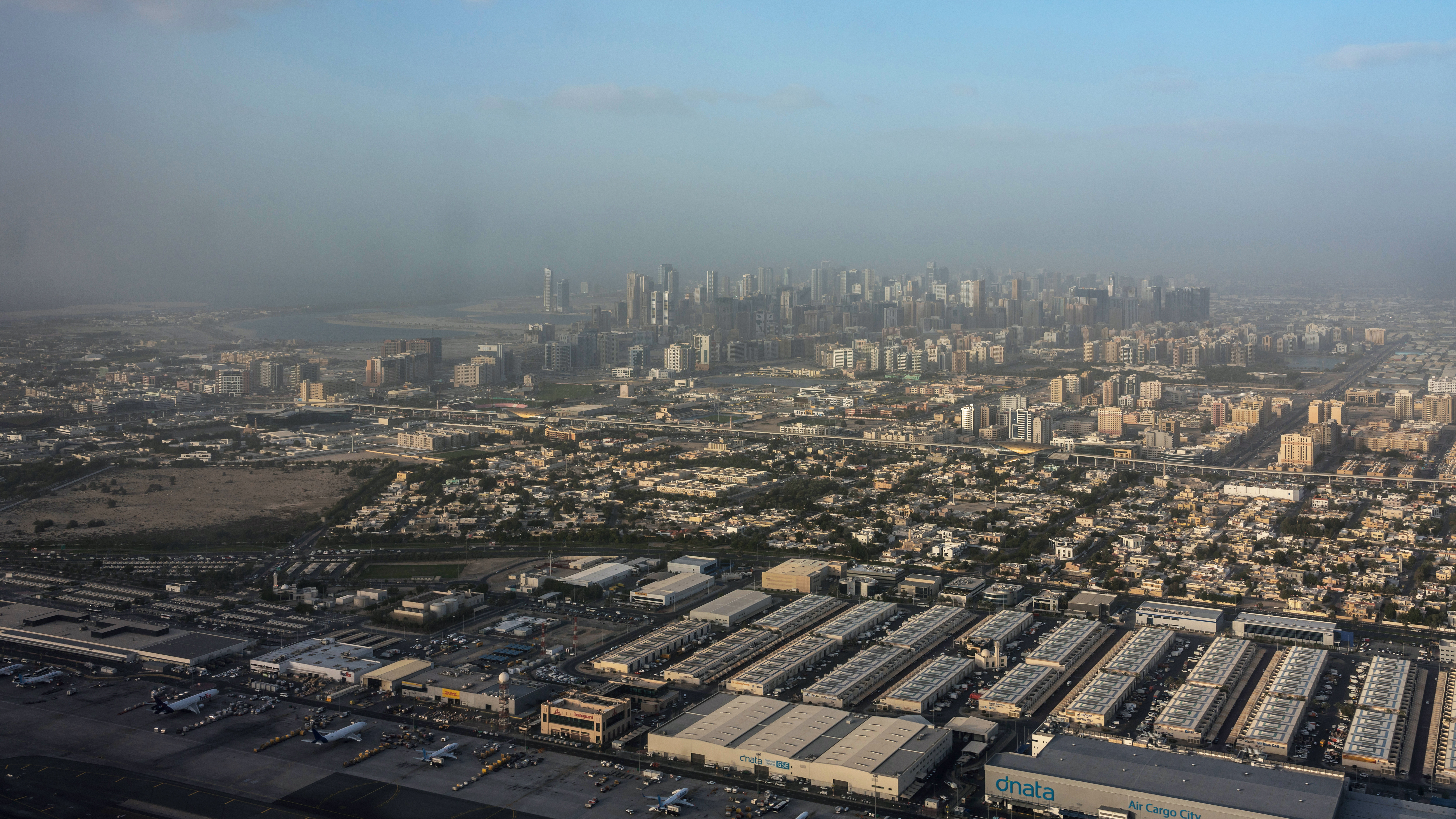
Vista a nord dell'Aeroporto Internazionale di Dubai verso Sharjah.

Questo Settore si sviluppa nella zona settentrionale di Dubai, al confine con l'Emirato di Sharjah. Nel suo territorio vi sono alcuni dei quartieri e comunità più popolose di Dubai, fra cui Muhaisnah, Mirdif, Al Nahda e Al Qusais. Nel settore si trovano anche l'Aeroporto Internazionale di Dubai e il parco pubblico di Mushrif.

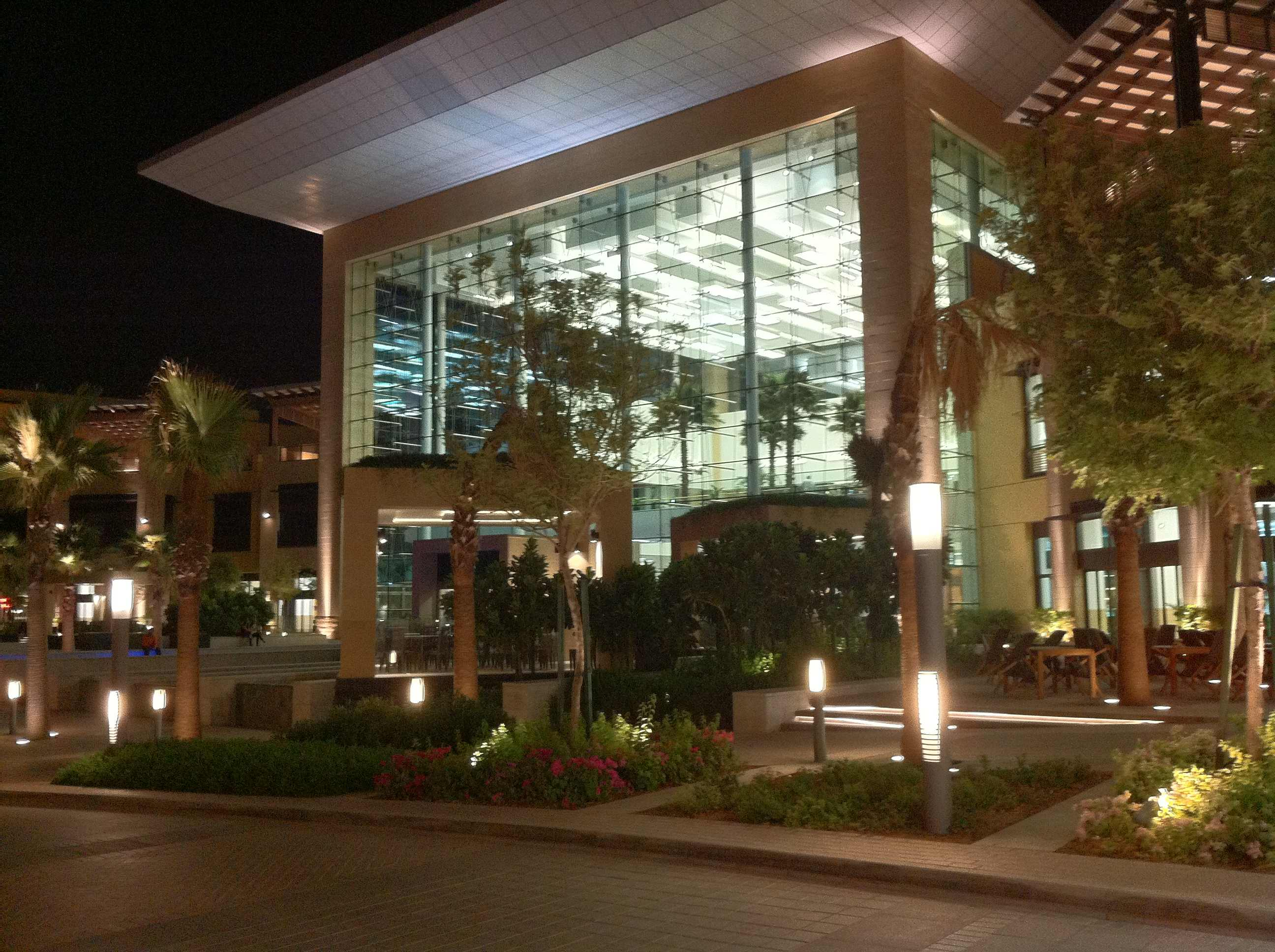
Mirdif City Center

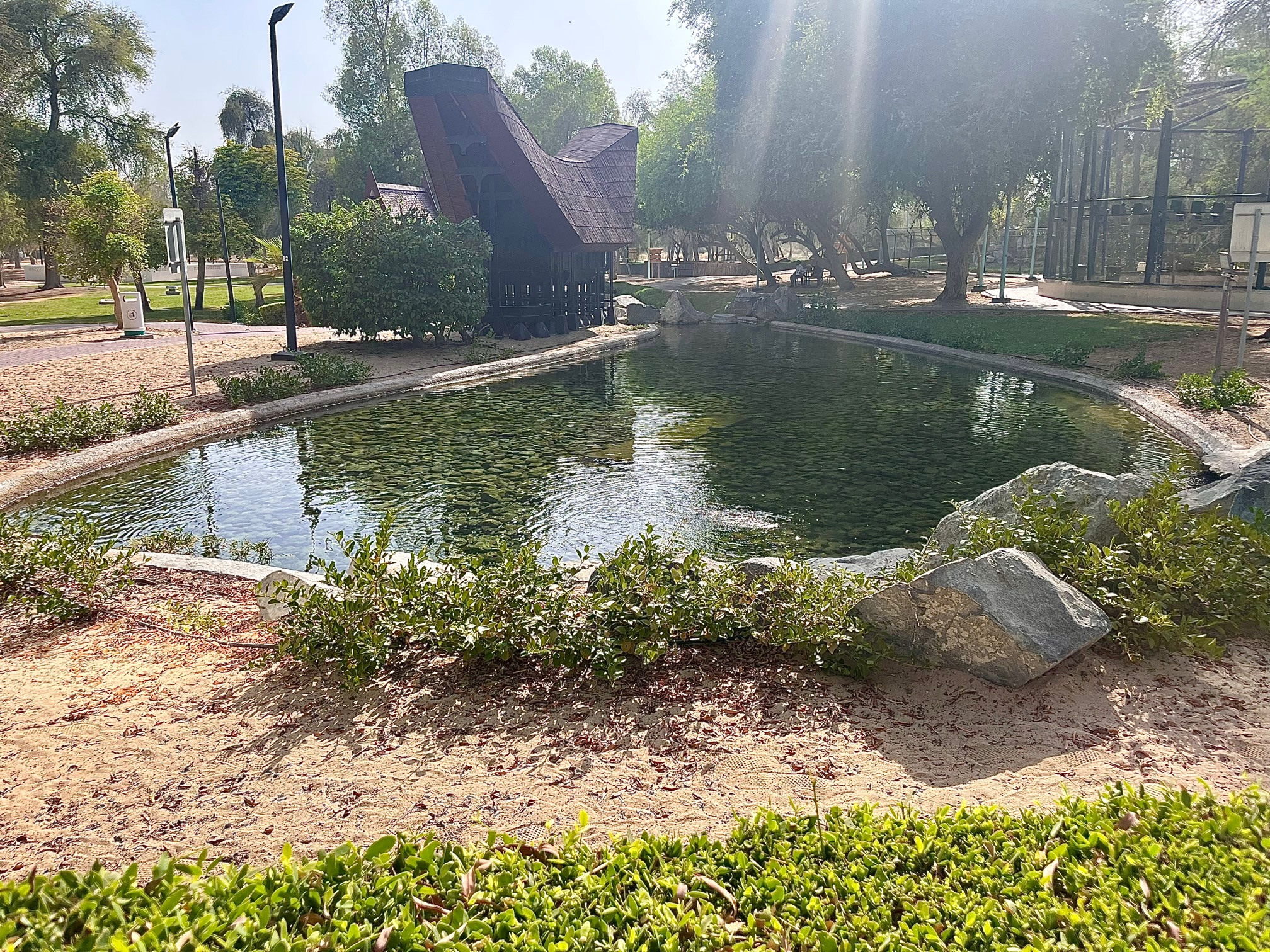
Parco di Mushrif

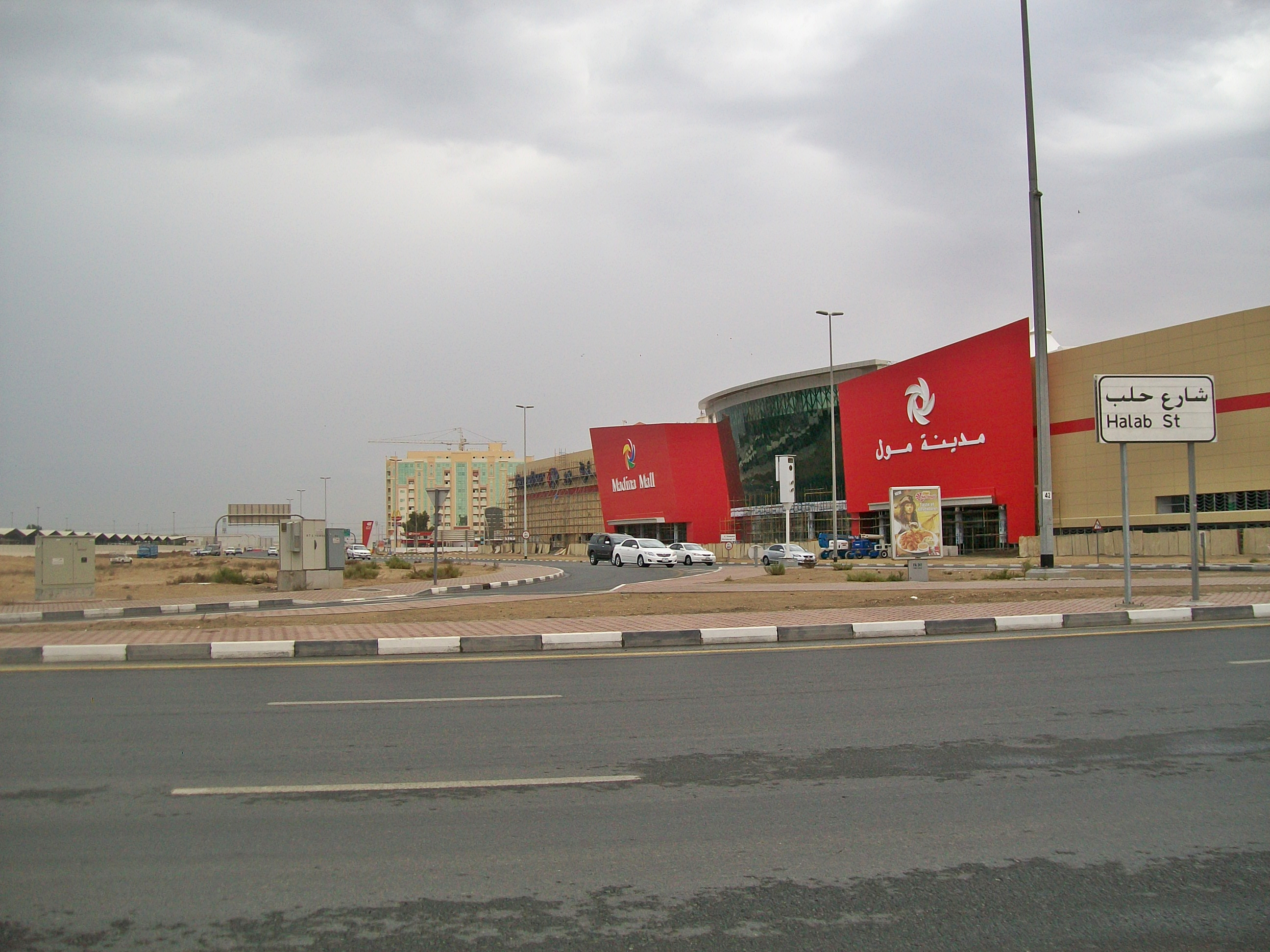
Madina Mall - Al Qusais Industrial

| Codice Comunità | Nome Comunità               | Nome arabo              | Area (km2) | Popolazione (2021) |
| --------------- | --------------------------- | ----------------------- | ---------- | ------------------ |
| 213             | Nad Shamma                  | ند شما                  | 1,1        | 3 305              |
| 214             | Al Garhoud                  | القرهود                 | 4,0        | 19 726             |
| 215             | Umm Ramool                  | أم رمول                 | 3,6        | 3 069              |
| 216             | Al Rashidiya                | الراشدية                | 4,8        | 38 425             |
| 221             | Dubai Airport               | مطار دبي الدولي         | 14,2       | 121                |
| 226             | Al Twar First               | الطوار الأولى           | 2,6        | 12 114             |
| 227             | Al Twar Second              | الطوار الثانية          | 1,1        | 5 068              |
| 228             | Al Twar Third               | الطوار الثالثة          | 3,0        | 11 185             |
| 231             | Al Nahda First              | النهدة الأولى           | 1,7        | 32 757             |
| 232             | Al Qusais First             | القصيص الأولى           | 2,7        | 48 378             |
| 233             | Al Qusais Second            | القصيص الثانية          | 1,8        | 12 851             |
| 234             | Al Qusais Third             | القصيص الثالثة          | 2,3        | 7 513              |
| 241             | Al Nahda Second             | النهدة الثانية          | 2,2        | 64 458             |
| 242             | Al Qusais Industrial First  | القصيص الصناعية الأولى  | 1,4        | 10 813             |
| 243             | Al Qusais Industrial Second | القصيص الصناعية الثانية | 1,7        | 9 410              |
| 244             | Muhaisnah Third             | محيصنة الثالثة          | 1,8        | 6 865              |
| 245             | Muhaisnah Fourth            | محيصنة الرابعة          | 2,3        | 35 861             |
| 246             | Al Qusais Industrial Third  | القصيص الصناعية الثالثة | 0,9        | 2 802              |
| 247             | Al Qusais Industrial Fourth | القصيص الصناعية الرابعة | 0,7        | 2 865              |
| 248             | Al Qusais Industrial Fifth  | القصيص الصناعية الخامسة | 2,4        | 2 722              |
| 251             | Mirdif                      | مردف                    | 9,4        | 66 736             |
| 252             | Mushraif                    | مشرف                    | 10,5       | 70                 |
| 261             | Muhaisnah First             | محيصنة الأولى           | 5,0        | 8 616              |
| 262             | Al Mizhar First             | المزهر الأولى           | 6,9        | 17 498             |
| 263             | Al Mizhar Second            | المزهر الثانية          | 4,3        | 11 967             |
| 264             | Muhaisnah Second            | محيصنة الثانية          | 5,6        | 148 832            |
| 265             | Oud Al Muteen First         | عود المطينة الأولى      | 3,6        | 15 514             |
| 266             | Oud Al Muteen Second        | عود المطينة الثانية     | 2,4        | 5 820              |
| 267             | Muhaisnah Fifth             | محصينة الخامسة          | 2,7        | 2                  |
| 268             | Oud Al Muteen Third         | عود المطينة الثالثة     | 1,4        | 7 061              |
| 271             | Wadi Alamardi               | وادي العمردي            | 24,2       | 3 565              |
| 281             | Al Khawaneej One            | الخوانيج الأولى         | 16,4       | 13 634             |
| 282             | Al Khawaneej Two            | الخوانيج الثانية        | 12,7       | 5 507              |
| 283             | Al Ayas                     | العياص                  | 10,5       | 1 843              |
| 284             | Al Ttay                     | الطي                    | 3,3        | 10 659             |

### Settore 3

Quartiere storico di Al Bastakiya (Al Fahidi).

Questo Settore si sviluppa lungo la zona costiera centrale di Dubai, e sulla riva meridionale del Dubai Creek e comprendente i quartieri di Bur Dubai, Jumeirah, e i territori del loro immediato retroterra. Al suo interno ricadono pertanto i quartieri di Zabeel, il Distretto Finanziario di Dubai composto dal Trade Centre 1 e Trade Centre 2 e Downtown Dubai con i Burj Khalifa. Lungo la costa comprende la zona portuale di Al Mina con Port Rashed a nord, e il nuovo quartiere residenziale di Dubai Marina a sud. Fanno parte del settore anche tutte le isole artificiali di fronte alla sezione di costa relativa. È il settore più popoloso di Dubai con una presenza di oltre 1.200.000 residenti (dati 2021).

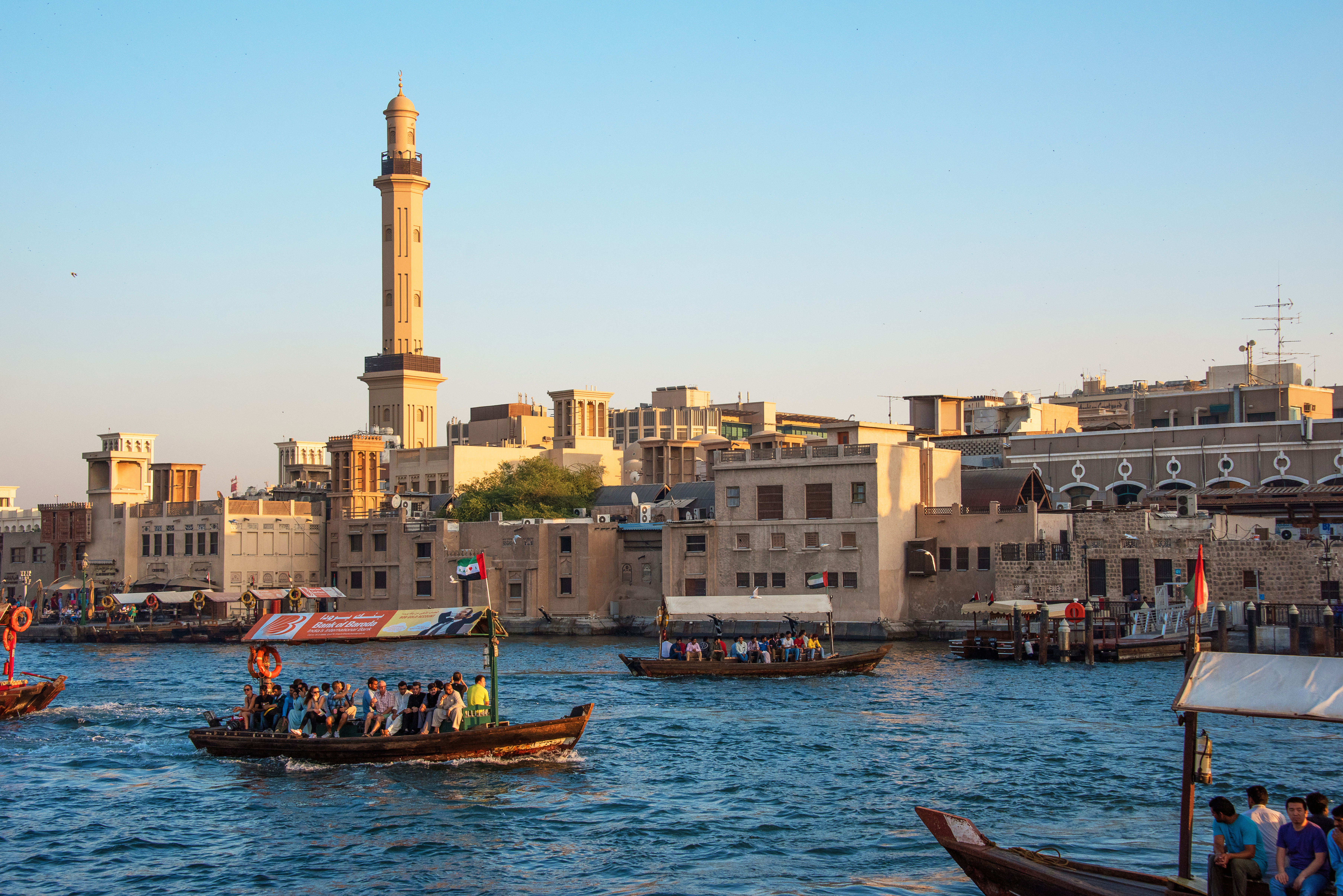
BUr Dubai visto dal Dubai Creek

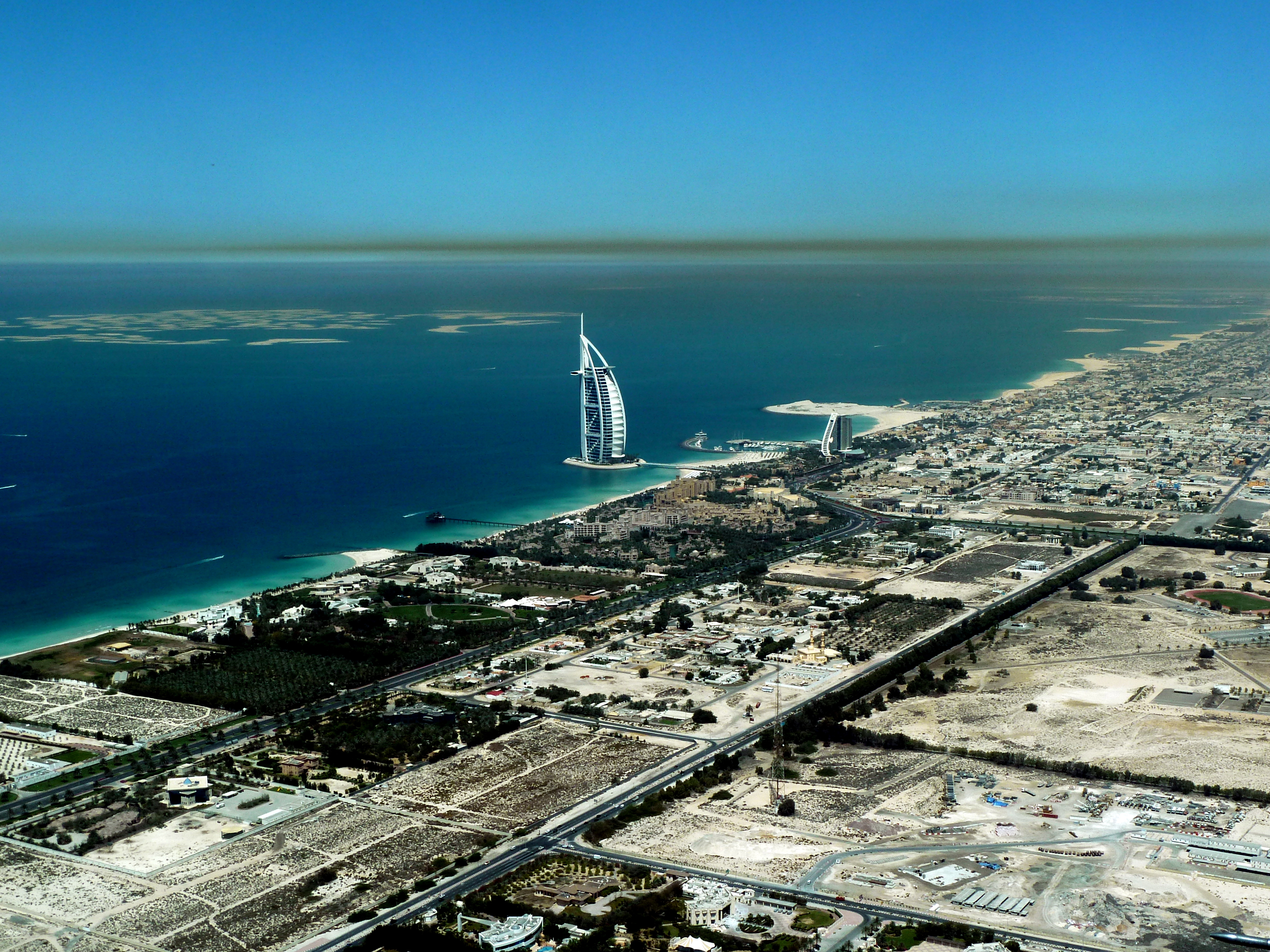
Burj Al Arab

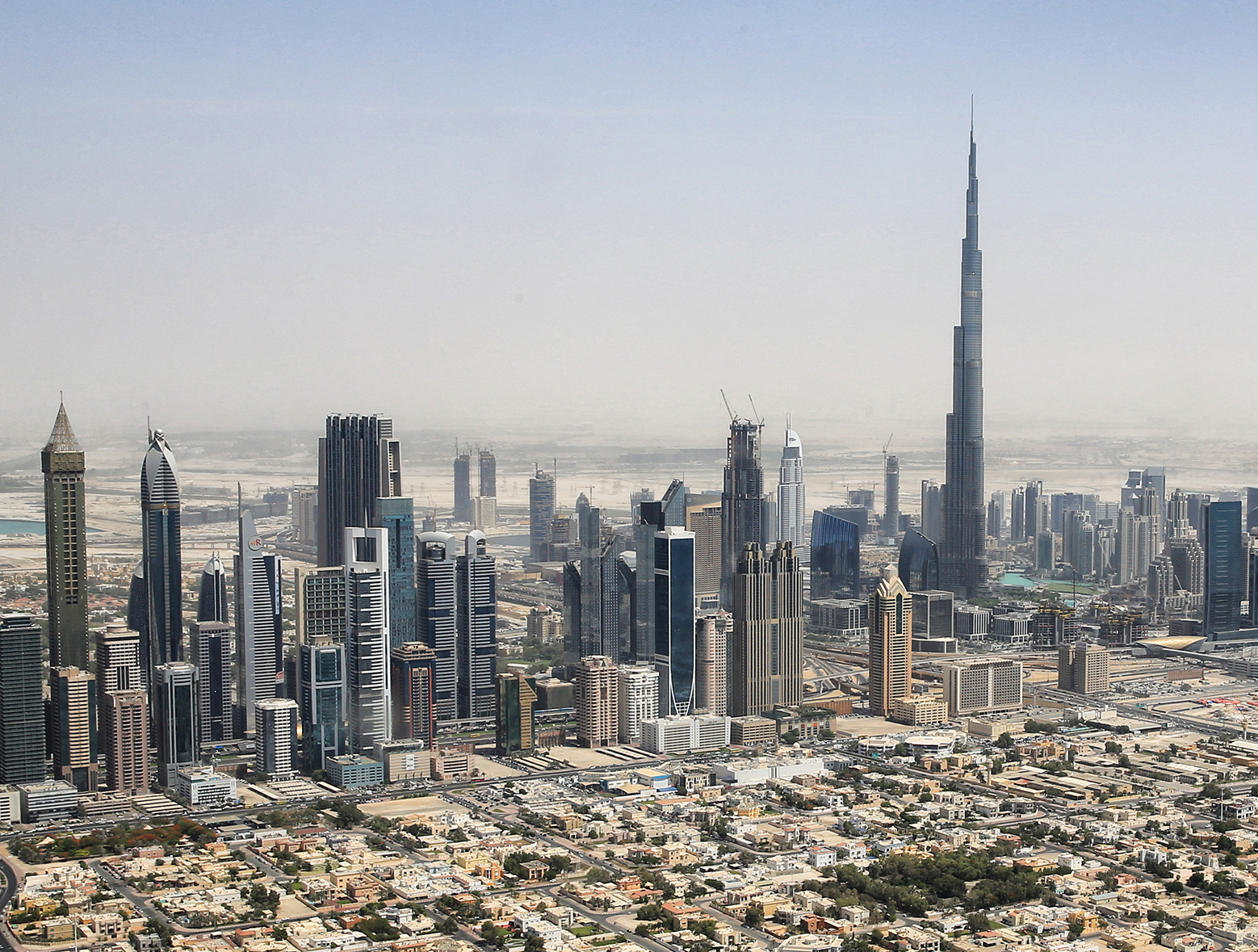
Distretto finanziario (Trade Center 1 e 2) e Downtown Dubai

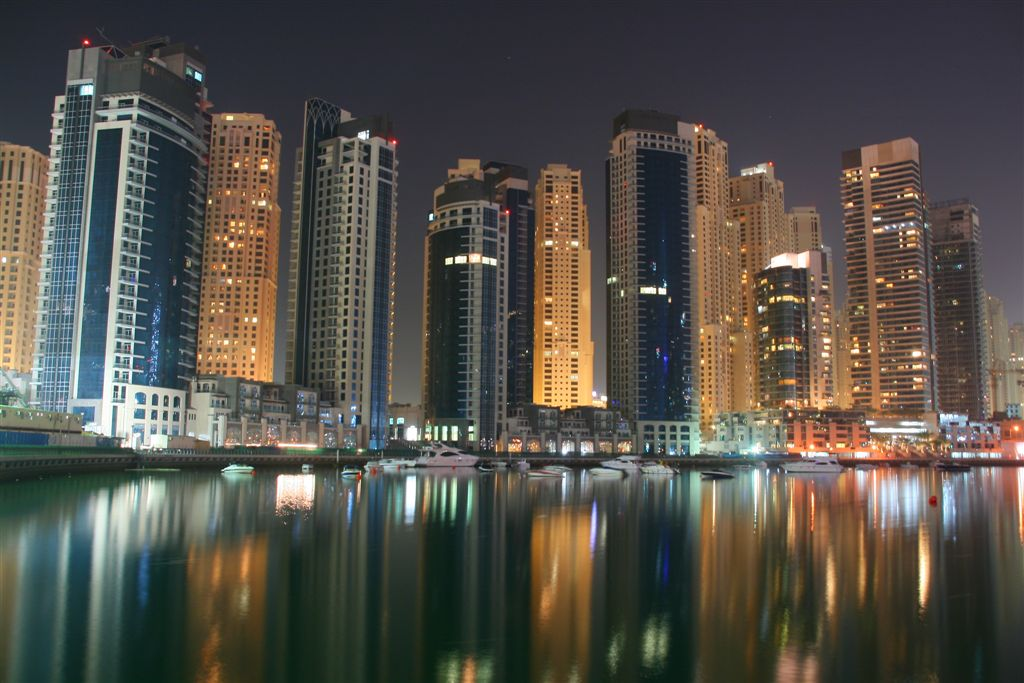
Dubai Marina (2008)

| Codice Comunità | Nome Comunità                        | Nome arabo                             | Area (km2) | Popolazione (2021) |
| --------------- | ------------------------------------ | -------------------------------------- | ---------- | ------------------ |
| 302             | Jumeirah Bay                         | شاطئ جميرا                             | 1,0        | 41                 |
| 303             | World Islands                        | جزر العالم                             | 74,1       | 7                  |
| 304             | Jumeirah Island 2                    | جزيرة جميرا 2                          | 0,1        | 3                  |
| 311             | Al Shindagha                         | الشندغة                                | 0,3        | 7                  |
| 312             | Al Souk Al Kabir                     | السوق الكبير                           | 0,9        | 52 439             |
| 313             | Al Hamriya                           | الحمرية                                | 0,8        | 38 215             |
| 314             | Umm Hurair First                     | أم هرير الأولى                         | 1,0        | 6 482              |
| 315             | Umm Hurair Second                    | أم هرير الأولى                         | 3,4        | 5 633              |
| 316             | Al Rifa                              | الرفاعة                                | 1,2        | 48 546             |
| 317             | Al Mankhool                          | المنخول                                | 2,0        | 41 244             |
| 318             | Al Karama                            | الكرامة                                | 2,1        | 76 591             |
| 319             | Oud Metha                            | عود ميثاء                              | 1,5        | 15 568             |
| 321             | Madinat Dubai Al Melaheyah (Al Mina) | مدينه دبي المالحيه                     | 22,1       | 8 391              |
| 322             | Al Hudaiba                           | الحضيبة                                | 0,9        | 14 504             |
| 323             | Al Jafiliya                          | الجافلية                               | 1,7        | 25 033             |
| 324             | Al Kifaf                             | الكفاف                                 | 0,8        | 602                |
| 325             | Zabeel First                         | زعبيل الأولى                           | 4,1        | 3 449              |
| 326             | Al Jaddaf                            | الجداف                                 | 7,2        | 6 947              |
| 332             | Jumeirah First                       | جميرا الأولى                           | 10,0       | 21 496             |
| 333             | Al Bada                              | البدع                                  | 2,0        | 58 437             |
| 334             | Al Satwa                             | السطوة                                 | 2,7        | 40 997             |
| 335             | Trade Centre 1                       | المركز التجاري الأولى                  | 0,8        | 17 676             |
| 336             | Trade Centre 2                       | المركز التجاري الثانية                 | 1,4        | 13 515             |
| 337             | Zabeel Second                        | زعبيل الثانية                          | 10,8       | 8 568              |
| 342             | Jumeirah Second                      | جميرا الثانية                          | 3,3        | 10 660             |
| 343             | Al Wasl                              | الوصل                                  | 4,9        | 12 185             |
| 345             | Burj Khalifa (Downtown Dubai)        | برج خليفة                              | 2,7        | 21 862             |
| 346             | Al Kalij Al Tejari (Business Bay)    | الخليج التجاري                         | 6,6        | 23 943             |
| 347             | Al Markada                           | المركاض                                | 10,4       | 1 817              |
| 352             | Jumeirah Third                       | جميرا الثالثة                          | 3,4        | 14 188             |
| 353             | Al Safa First                        | الصفا الأولى                           | 2,4        | 9 043              |
| 354             | Al Quoz First                        | القوز الاولى                           | 3,6        | 21 322             |
| 355             | Al Quoz Second                       | القوز الثانية                          | 5,3        | 5 543              |
| 356             | Umm Suqeim First                     | أم سقيم الأولى                         | 2,8        | 12 468             |
| 357             | Al Safa Second                       | الصفا الثانية                          | 1,9        | 7 062              |
| 358             | Al Quoz Third                        | القوز الثالثة                          | 2,4        | 50 190             |
| 359             | Al Quoz Fourth                       | القوز الرابعة                          | 2,2        | 21 691             |
| 362             | Umm Suqeim Second                    | أم سقيم الثانية                        | 3,2        | 13 236             |
| 363             | Al Manara                            | المنارة                                | 2,2        | 8 745              |
| 364             | Al Quoz Industrial First             | القوز الصناعية الأولى                  | 4,8        | 28 060             |
| 365             | Al Quoz Industrial Second            | القوز الصناعية الثانية                 | 5,1        | 128 867            |
| 366             | Umm Suqeim Third                     | أم سقيم الثالثة                        | 2,6        | 7 777              |
| 367             | Umm Al Sheif                         | أم الشيف                               | 1,8        | 4 618              |
| 368             | Al Quoz Industrial Third             | القوز الصناعية الثالثة                 | 4,4        | 17 306             |
| 369             | Al Quoz Industrial Fourth            | القوز الصناعية الرابعة                 | 4,7        | 38 761             |
| 372             | Al Sufouh First                      | الصفوح الأولى                          | 5,9        | 4 686              |
| 373             | Al Barsha First                      | البرشاء الأولى                         | 4,0        | 41 532             |
| 375             | Al Barsha Third                      | البرشاء الثالثة                        | 4,9        | 15 401             |
| 376             | Al Barsha Second                     | البرشاء الثانية                        | 6,4        | 16 417             |
| 381             | Nakhlat Jumeira                      | نخلة جميرا                             | 26,7       | 25 050             |
| 382             | Al Sufouh Second                     | الصفوح الثانية                         | 4,3        | 6 478              |
| 383             | Al Thanyah First                     | الثنيه الأولى (قرية ربيع الصحراء)      | 1,1        | 25 778             |
| 384             | Al Thanyah Second                    | الثنيه الثانية (مضمار جبل علي)         | 6,2        | 0                  |
| 388             | Al Thanyah Third                     | الثنيه الثالثة (تلال الامارات الثانية) | 3,8        | 22 394             |
| 392             | Marsa Dubai                          | مرسى دبي (الميناء السياحي)             | 8,9        | 62 570             |
| 393             | Al Thanyah Fifth                     | الثنيه الخامسة (تلال الامارات الاولى)  | 9,7        | 40 957             |
| 394             | Al Thanyah Fourth                    | الثنيه الرابعة (تلال الامارات الثالثة) | 11,1       | 28 424             |

### Settore 4

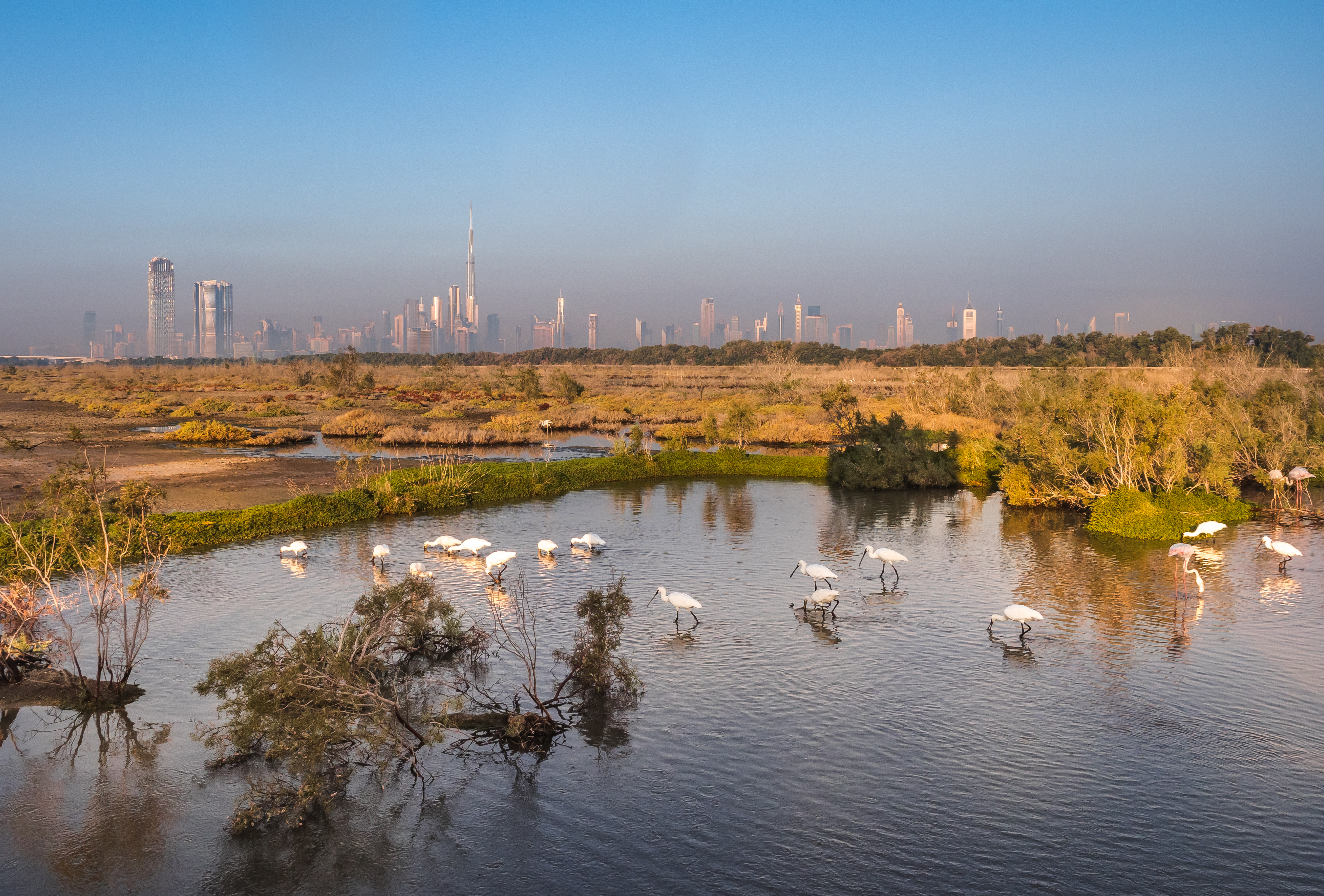
Ras Al Khor Wildlife Sanctuary con la Dubai Skyline

Questo Settore si sviluppa nella zona centro-settentrionale di Dubai. Comprende l'area di Ras Al Khor con la sua riserva naturale protetta e i territori a est di tale area. Ricadono quindi in esso i nuovi quartieri di Dubai Festival City e Dubai Creek Harbour e le retrostanti zone di Nad Al Hammar, Al Warqaa e Wadi Alshabak. È il più piccolo dei settori di Dubai con una superficie di appena 61,8 km².

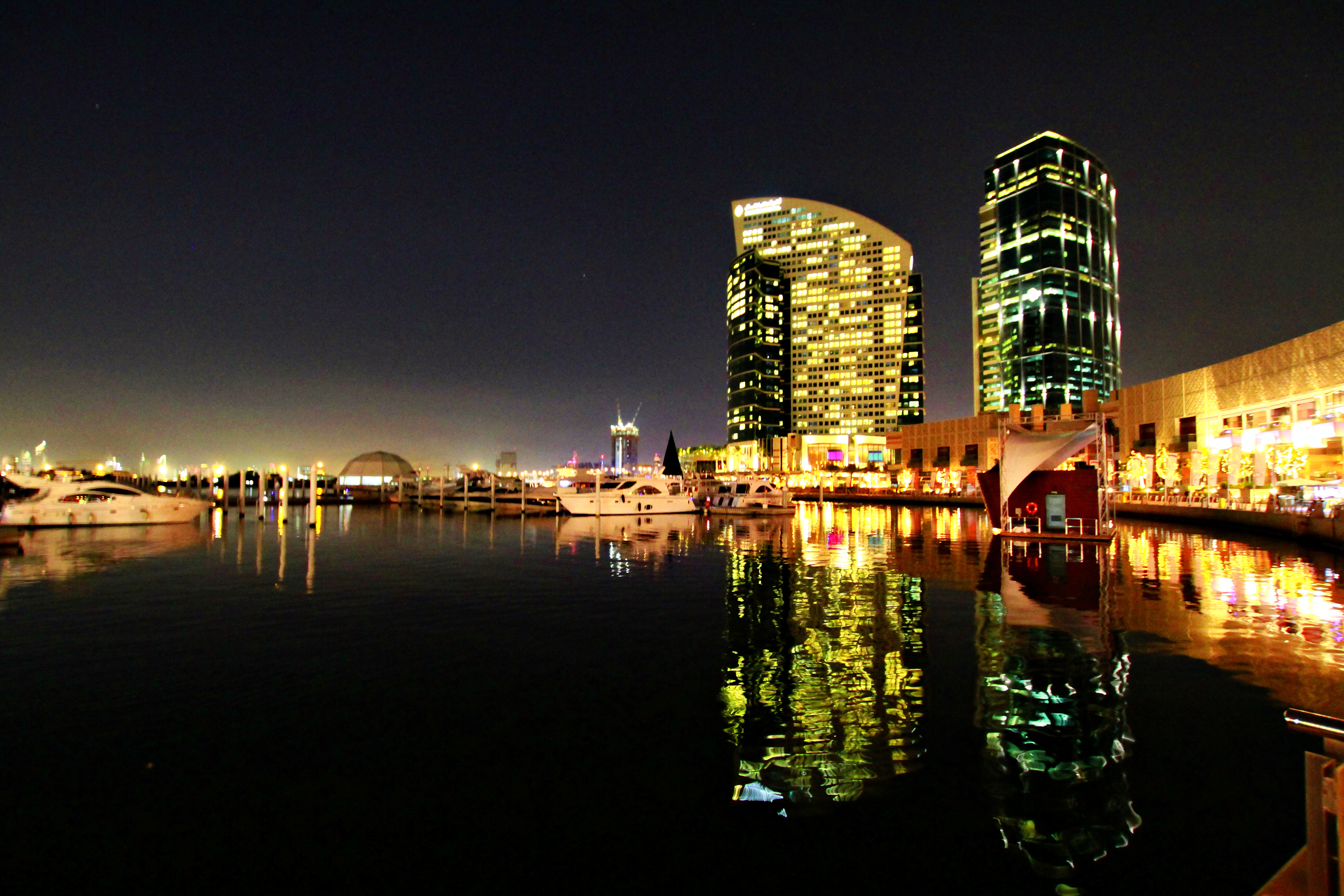
Dubai Festival City

| Codice Comunità | Nome Comunità                          | Nome arabo      | Area (km2) | Popolazione (2021) |
| --------------- | -------------------------------------- | --------------- | ---------- | ------------------ |
| 412             | Al Kheeran (Dubai Festival City)       | الخيران         | 6,3        | 5 270              |
| 413             | Ras Al Khor                            | رأس الخور       | 7,8        | 2                  |
| 415             | Al Khairan First (Dubai Creek Harbour) | الخيران الأولى  | 7,3        | 2 086              |
| 416             | Nad Al Hammar                          | ند الحمر        | 8,3        | 16 930             |
| 421             | Al Warqaa First                        | الورقاء الأولى  | 2,4        | 26 405             |
| 422             | Al Warqaa Second                       | الورقاء الثانية | 3,6        | 11 323             |
| 423             | Al Warqaa Third                        | الورقاء الثالثة | 6,2        | 15 613             |
| 424             | Al Warqaa Fourth                       | الورقاء الرابعة | 5,1        | 14 308             |
| 425             | Al Warqaa Fifth                        | الورقاء الخامسة | 4,3        | 0                  |
| 431             | Wadi Alshabak                          | وادي الشبك      | 10,5       | 3                  |

### Settore 5
Questo Settore si sviluppa lungo la zona costiera meridionale di Dubai, da Marsa Dubai a nord, fino al confine con l'Emirato di Abu Dhabi a sud. Comprende la vasta area di Jabal Ali con il suo porto e la relativa zona industriale, l'sola artificiale di Palm Jebel Ali e il costruendo Al Wajeha Al Bahriah (Dubai Waterfront), nonché l'area residenziale di Dubai Investment Park e l'area di sviluppo di Madinat Al Mataar, chiamata anche Dubai Sud, che ha ospitato l'Expo 2020 ed è sede del nuovo Aeroporto internazionale Al Maktoum.

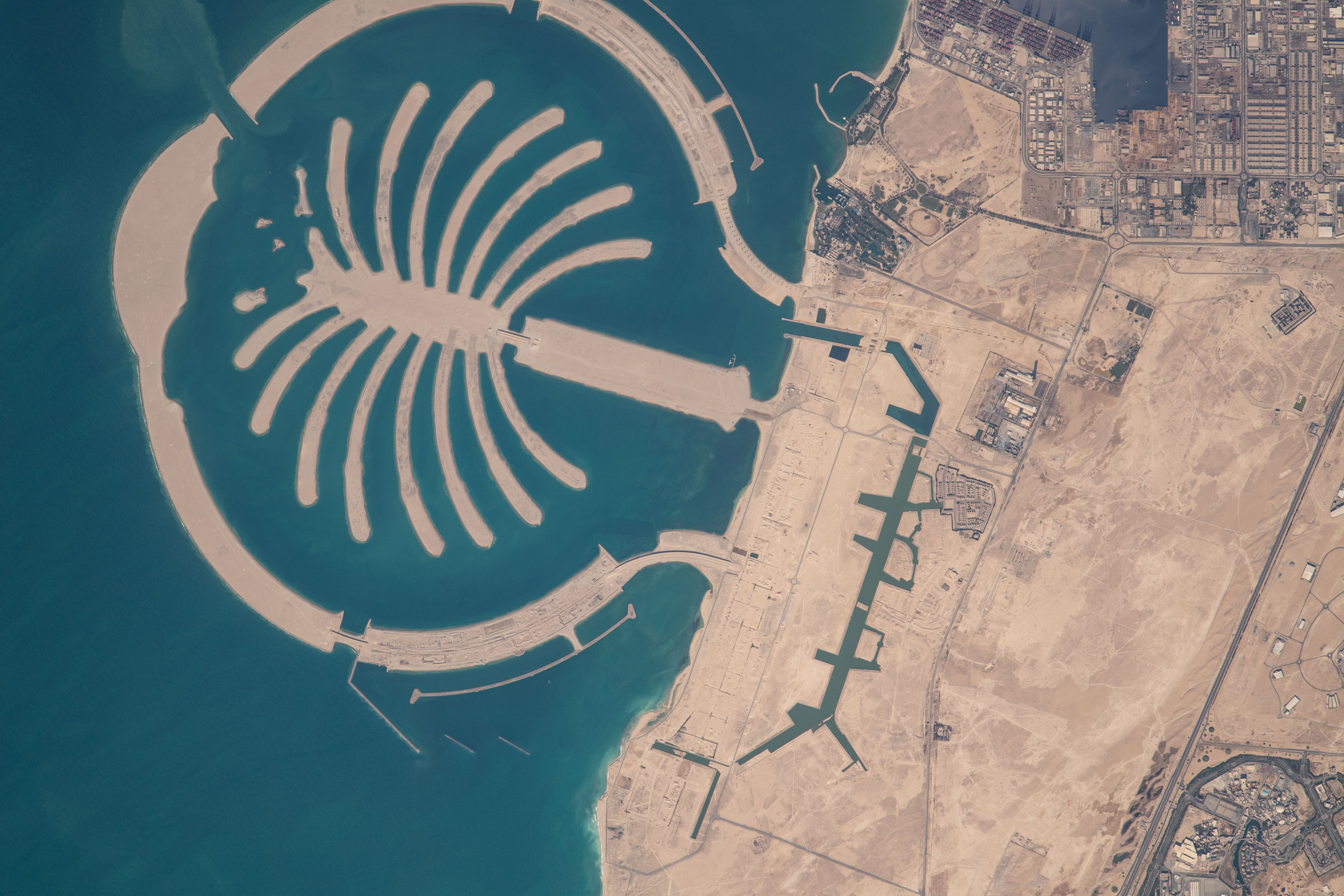
Isola di Jabal Ali vista dallo spazio (ottobre 2021).

| Codice Comunità | Nome Comunità                | Nome arabo                | Area (km2) | Popolazione (2021) |
| --------------- | ---------------------------- | ------------------------- | ---------- | ------------------ |
| 501             | Nakhlat Jabal Ali            | نخلة جبل علي              | 58,1       | 5                  |
| 502             | Al Wajeha Al Bahriah         | الواجهة البحرية           | 124,7      | 4                  |
| 511             | Hessyan First                | حصيان الاولى              | 23,8       | 3 341              |
| 512             | Hessyan Second               | حصيان الثانية             | 51,9       | 10 381             |
| 513             | Saih Shuaib 1                | سيح شعيب 1                | 41,6       | 16                 |
| 516             | Jabal Ali Industrial Third   | جبل علي الصناعية الثالثة  | 30,0       | 0                  |
| 518             | Jabal Ali Industrial Second  | جبل علي الصناعية الثانية  | 32,6       | 28 000             |
| 521             | Madinat Al Mataar            | مدينة المطار              | 141,8      | 4 150              |
| 531             | Saih Shuaib 2                | سيح شعيب 2                | 22,3       | 12 629             |
| 532             | Saih Shuaib 3                | سيح شعيب 3                | 16,0       | 4 684              |
| 533             | Saih Shuaib 4                | سيح شعيب 4                | 19,4       | 10 766             |
| 591             | Jabal Ali First              | جبل علي الأولى            | 21,3       | 77 363             |
| 592             | Jabal Ali Second             | جبل علي الثانية           | 5,1        | 1 008              |
| 593             | Jabal Ali Third              | جبل علي الثالثة           | 365,0      | 218                |
| 594             | Mena Jabal Ali               | ميناء جبل علي             | 34,8       | 9 467              |
| 597             | Dubai Investment Park Second | مجمع دبي للاستثمار الثاني | 18,8       | 80 118             |
| 598             | Dubai Investment Park First  | مجمع دبي للاستثمار الأول  | 17,2       | 63 094             |
| 599             | Jabal Ali Industrial First   | جبل علي الصناعية الأولى   | 22,1       | 198 228            |

### Settore 6

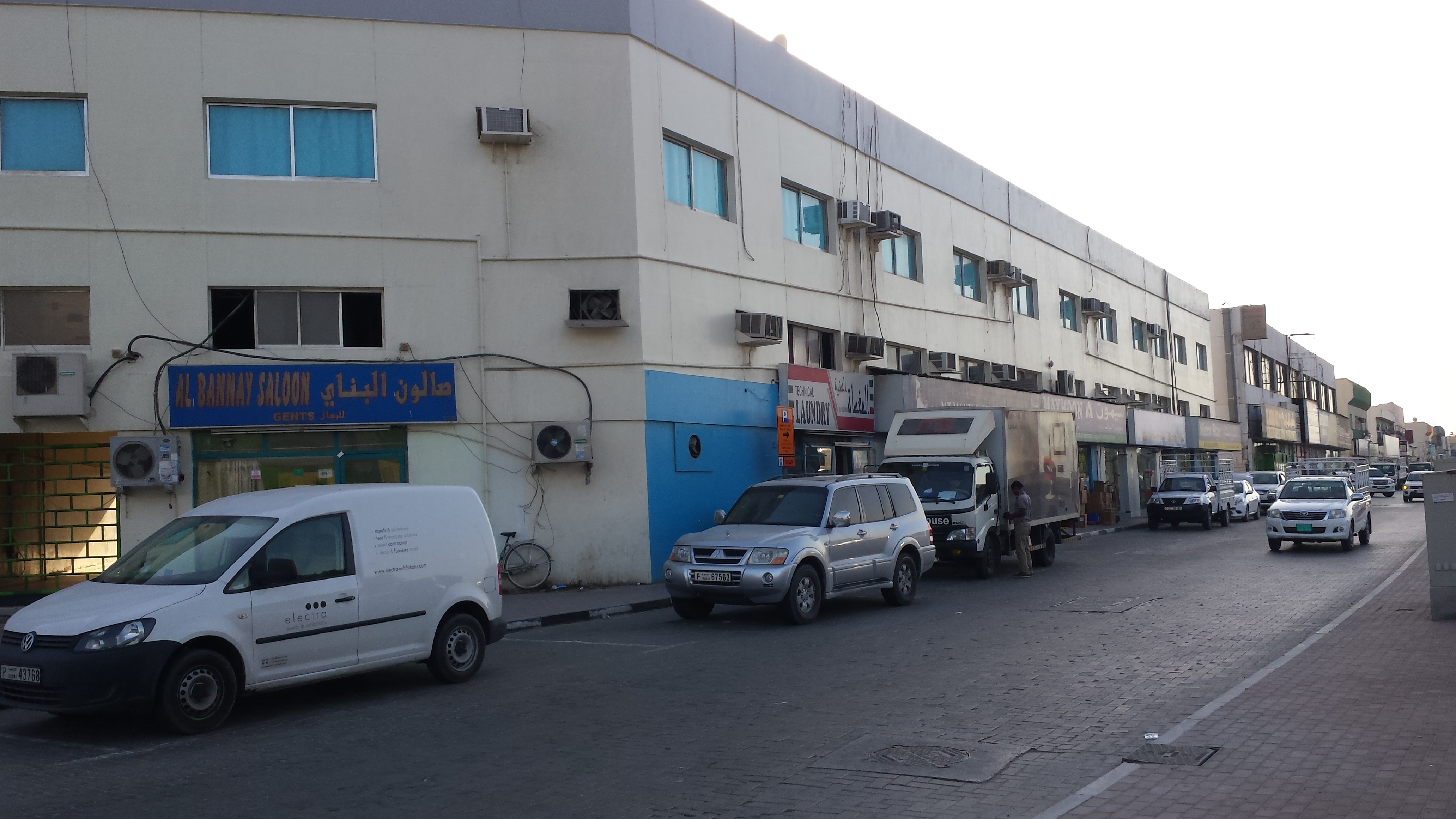
Ras Al Khor Industrial Area 1.

Questo Settore si trova nella zona centrale dell'Emirato di Dubai. È delimitato, in grandi linee, dalla Emirates Road (E 611) a est, dalla Al Yalayis Street (D 57) a sud, dalla Sheikh Mohammed Bin Zayed Road (E 311) prima e Al Khail Road (E 44) poi, a ovest e dalla Ras Al Khor Road (E 44) a nord. Comprende fra l'altro: la vasta area industriale di Ras Al Khor, le aree residenziali di Nad Al Sheba e Wadi Al Safa, l'area di Warsan con all'interno il complesso residenziale della Città Internazionale di Dubai. La comunità più vasta del settore è quella di Hadaeq Sheikh Mohammed Bin Rashid (letteralmente "Giardini dello sceicco Mohammed bin Rashid") che è nota anche come Mohammed Bin Rashid City, che contiene prestigiosi complessi residenziali e ville di lusso.

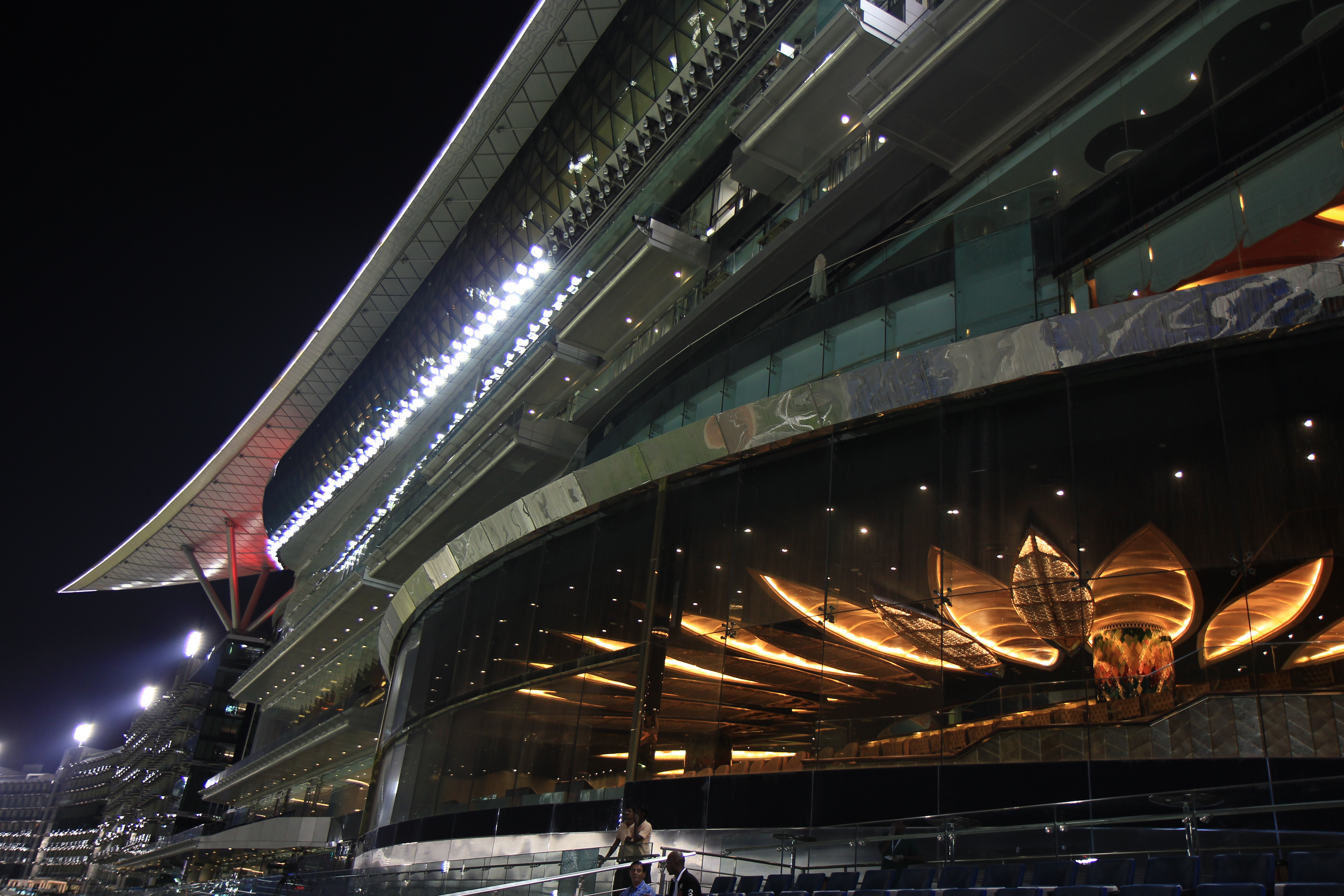
Ipodromo di Meydan in Nad Al Sheba.

| Codice Comunità | Nome Comunità                     | Nome arabo                 | Area (km2) | Popolazione (2021) |
| --------------- | --------------------------------- | -------------------------- | ---------- | ------------------ |
| 611             | Bu Kadra                          | بو كدرة                    | 1,7        | 112                |
| 612             | Ras Al Khor Industrial First      | رأس الخور الصناعية الأولى  | 2,6        | 2 160              |
| 613             | Ras Al Khor Industrial Second     | رأس الخور الصناعية الثانية | 4,2        | 1,833              |
| 614             | Ras Al Khor Industrial Third      | رأس الخور الصناعية الثالثة | 5,4        | 22 247             |
| 615             | Nadd Al Shiba Second              | ند الشبا الثانية           | 7,5        | 2 569              |
| 616             | Nadd Al Shiba Third               | ند الشبا الثالثة           | 6,3        | 1 137              |
| 617             | Nadd Al Shiba Fourth              | ند الشبا الرابعة           | 6,2        | 3 898              |
| 618             | Nadd Al Shiba First               | ند الشبا الأولى            | 21,7       | 6 589              |
| 621             | Warsan First                      | ورسان الاولى               | 8,4        | 108 176            |
| 622             | Warsan Second                     | ورسان الثانية              | 8,6        | 1 409              |
| 624             | Warsan Fourth                     | ورسان الرابعة              | 7,9        | 10 104             |
| 626             | Nadd Hessa                        | ند حصة                     | 9,8        | 40 819             |
| 631             | Hadaeq Sheikh Mohammed Bin Rashid | حدائق الشيخ محمد بن راشد   | 38,7       | 3 356              |
| 643             | Wadi Al Safa 2                    | وادي الصفا 2               | 10,5       | 10 890             |
| 645             | Wadi Al Safa 3                    | وادي الصفا 3               | 30,2       | 10 270             |
| 646             | Wadi Al Safa 4                    | وادي الصفا 4               | 6,9        | 167                |
| 648             | Wadi Al Safa 5                    | وادي الصفا 5               | 16,3       | 20 479             |
| 664             | Wadi Al Safa 6                    | وادي الصفا 6               | 7,8        | 18 856             |
| 665             | Wadi Al Safa 7                    | وادي الصفا 7               | 8,4        | 8 957              |
| 671             | Al Barsha South First             | البرشاء جنوب الاولى        | 5,9        | 14 500             |
| 672             | Al Barsha South Second            | البرشاء جنوب الثانية       | 4,8        | 7 239              |
| 673             | Al Barsha South Third             | البرشاء جنوب الثالثة       | 3,7        | 8 573              |
| 674             | Al Hebiah First                   | الحبيه الاول               | 4,2        | 11 155             |
| 675             | Al Hebiah Second                  | الحبيه الثانية             | 3,3        | 781                |
| 676             | Al Hebiah Third                   | الحبيه الثالثة             | 4,3        | 7 238              |
| 677             | Al Hebiah Sixth                   | الحبيه السادسة             | 3,3        | 2 455              |
| 681             | Al Barsha South Fourth            | البرشاء جنوب الرابعة       | 6,8        | 29 087             |
| 682             | Al Hebiah Fourth                  | الحبيه الرابعة             | 9,1        | 21 609             |
| 683             | Al Hebiah Fifth                   | الحبيه الخامسة             | 8,1        | 10 302             |
| 684             | Al Barsha South Fifth             | البرشاء جنوب الخامسة       | 3,0        | 7 809              |
| 685             | Me'aisem First                    | معيصم الأول                | 16,4       | 18 484             |
| 686             | Me'aisem Second                   | معيصم الثانية              | 10,4       | 13                 |

### Settore 7

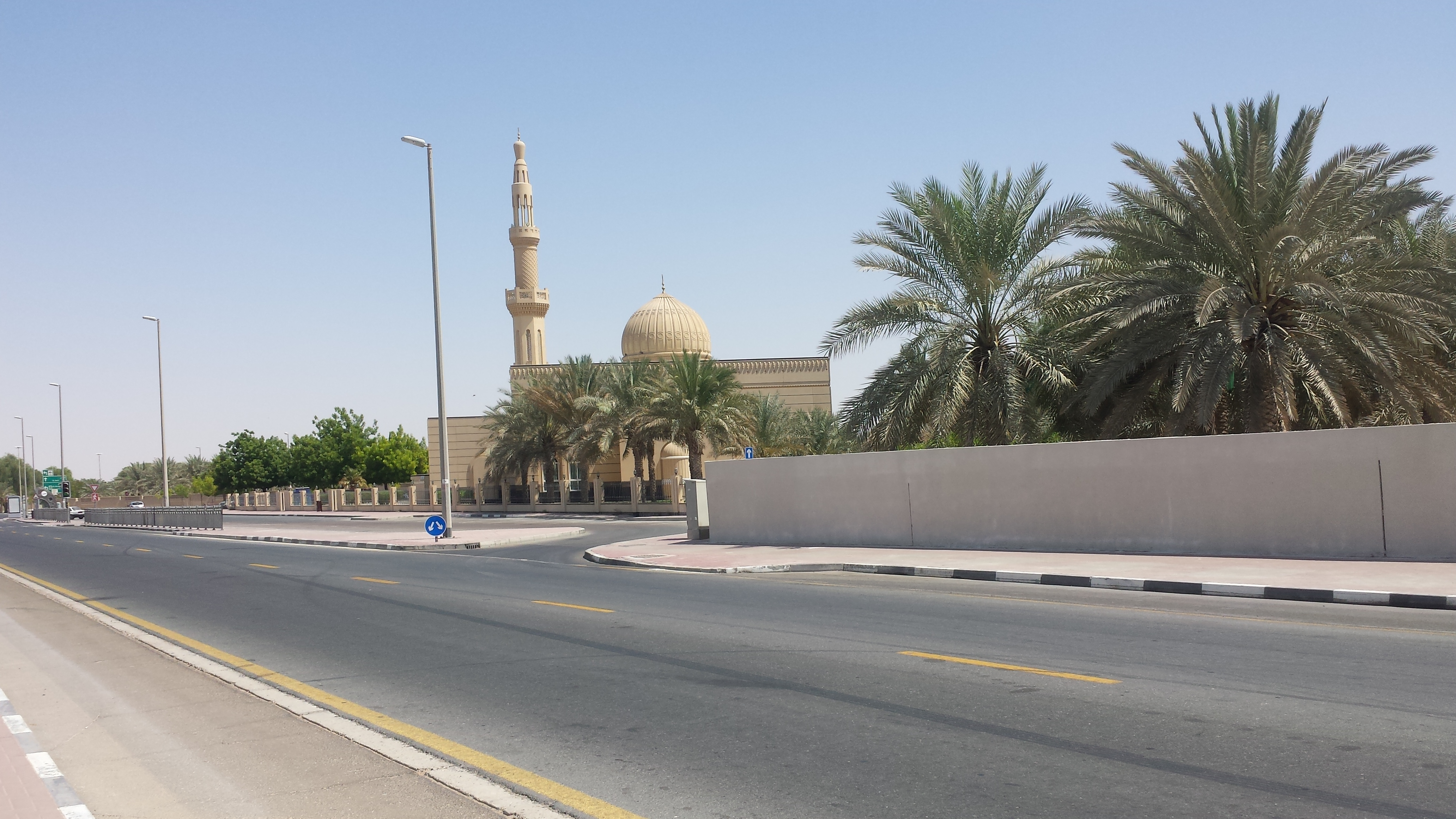
Moschea in Al Awir

Questo Settore si trova nella zona nord-orientale dell'Emirato di Dubai e confina a nord e ad est con l'Emirato di Sharjah. Il confine esterno è segnato a nord dalla Maleha Road e ad est dalla Nazwa Road, mentre i confini interni con gli altri settori sono segnati a nord-ovest dalla Emirates Road, e a sud-ovest dalla Al Awir Road (E 44) che tuttavia in quel tratto prende il nome di Dubai-Hatta Road.
Il Settore fa parte dell'Area non urbana di Dubai e contiene comunità poco densamente popolate, come Al Awir, Lehbab, Al Meryal e Nazwah e aree per lo più desertiche e pressoché disabitate come Al Wohoosh e Enkhali. Per queste ragioni il settore è il meno popolato con una presenza di poco più di 15.000 residenti (dati 2021).

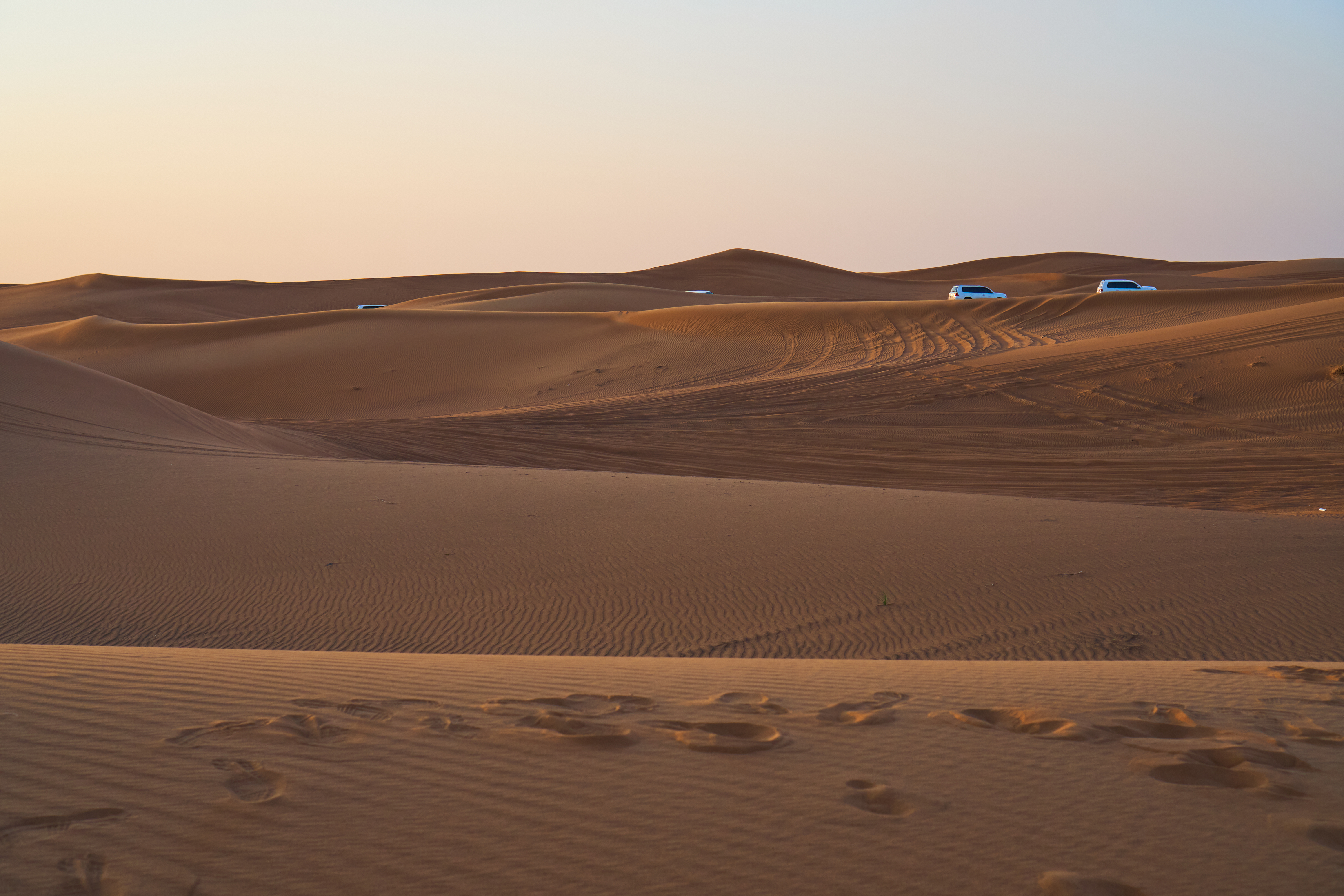
Deserto di Nazwah.

| Codice Comunità | Nome Comunità  | Nome arabo     | Area (km2) | Popolazione (2021) |
| --------------- | -------------- | -------------- | ---------- | ------------------ |
| 711             | Al Awir First  | العوير الأولى  | 39,7       | 4 488              |
| 721             | Al Awir Second | العوير الثانية | 52,4       | 5 874              |
| 724             | Enkhali        | نخلي           | 49,0       | 2                  |
| 727             | Al Wohoosh     | الوحوش         | 25,4       | 48                 |
| 731             | Lehbab First   | لهباب الأولى   | 33,8       | 3 389              |
| 735             | Al Meryal      | المريال        | 15,5       | 769                |
| 736             | Nazwah         | نزوه           | 13,1       | 575                |

### Settore 8

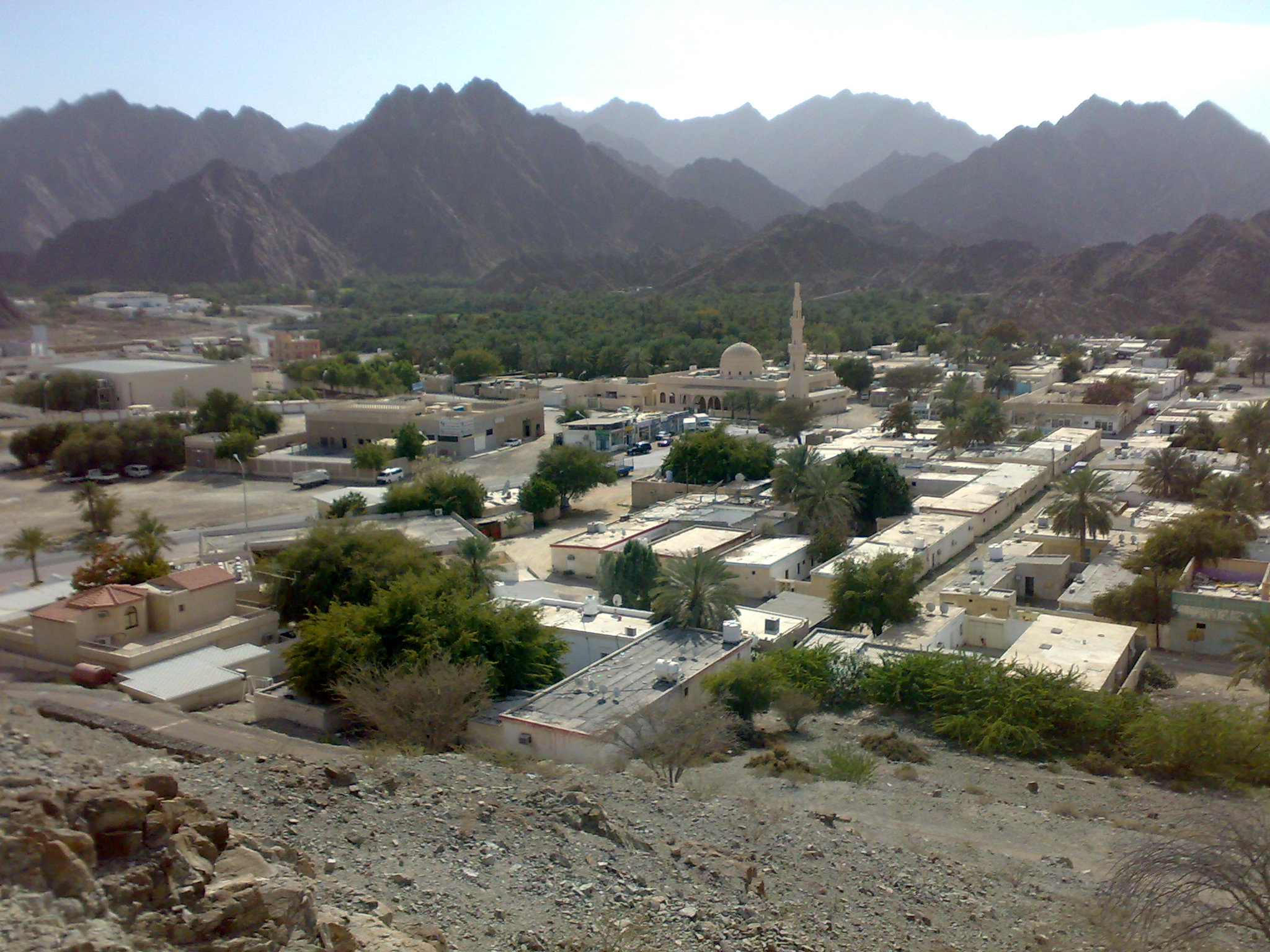
Hatta.

Questo Settore si trova nella zona centro-orientale dell'Emirato di Dubai e confina ad est con l'Emirato di Sharjah e a sud con Emirato di Abu Dhabi Il confine esterno a est e a sud coincide con gli analoghi confini della Riserva di Conservazione del Deserto di Dubai, che occupa gran parte della superficie meridionale del Settore. Il Settore comprende anche la comunità di Hatta che costituisce un'exclave di Dubai posta sui Monti Ḥajar. Il territorio fa parte dell'Area non urbana di Dubai costituita da principalmente da terreni desertici, aree di conservazione e insediamenti non urbani. A parte Hatta e le comunità a nord del territorio di Warsan, ed in parte di Al Rowaiyah, le altre comunità sono scarsamente popolate se non del tutto prive di residenti.

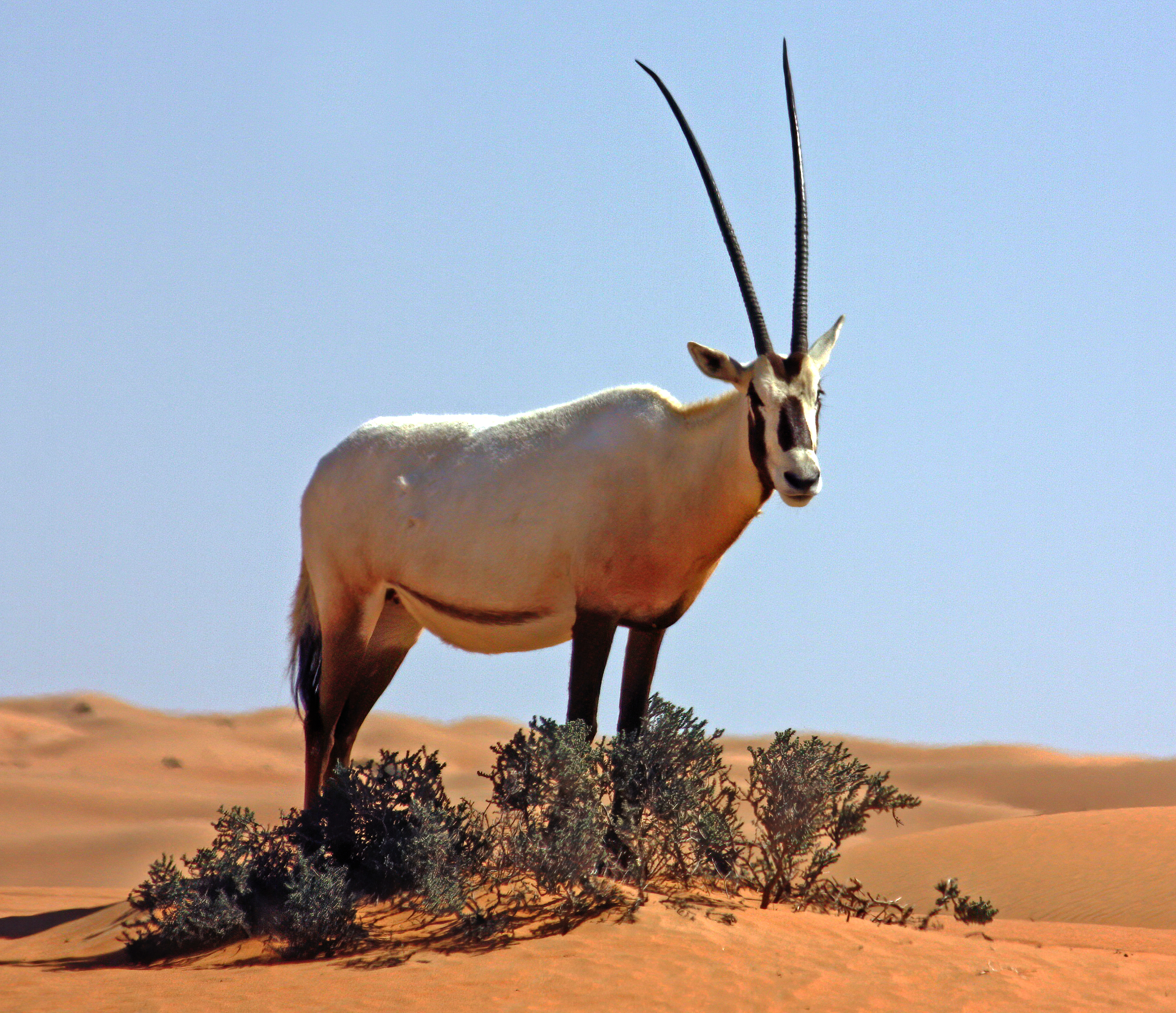
Orice d'Arabia (Oryx leucoryx) nella Riserva di Conservazione del Deserto di Dubai.

| Codice Comunità | Nome Comunità      | Nome arabo     | Area (km2) | Popolazione (2021) |
| --------------- | ------------------ | -------------- | ---------- | ------------------ |
| 811             | Warsan 3           | ورسان الثالثة  | 10,4       | 12 613             |
| 812             | Al Rowaiyah First  | الرويه الأولى  | 11,5       | 3 263              |
| 813             | Al Rowaiyah Second | الرويه الثانية | 7,5        | 0                  |
| 814             | Al Rowaiyah Third  | الرويه الثالثة | 60,0       | 4 897              |
| 821             | Mereiyeel          | مرييل          | 30,7       | 424                |
| 824             | Umm Al Daman       | أم الدمن       | 35,2       | 299                |
| 826             | Le Hemaira         | الحميرا        | 36,4       | 56                 |
| 831             | Lehbab Second      | لهباب الثانية  | 63,2       | 1 601              |
| 835             | Umm Al Mo'meneen   | أم المؤمنين    | 32,7       | 169                |
| 841             | Margham            | مرغم           | 152,6      | 1 217              |
| 845             | Al Maha            | المها          | 41,7       | 205                |
| 847             | Umm Eselay         | أم السلي       | 35,2       | 216                |
| 851             | Remah              | رماح           | 82,9       | 195                |
| 857             | Margab             | مرقب           | 34,6       | 666                |
| 861             | Yaraah             | يراح           | 76,5       | 100                |
| 891             | Hatta              | حتا            | 128,8      | 14 985             |

### Settore 9

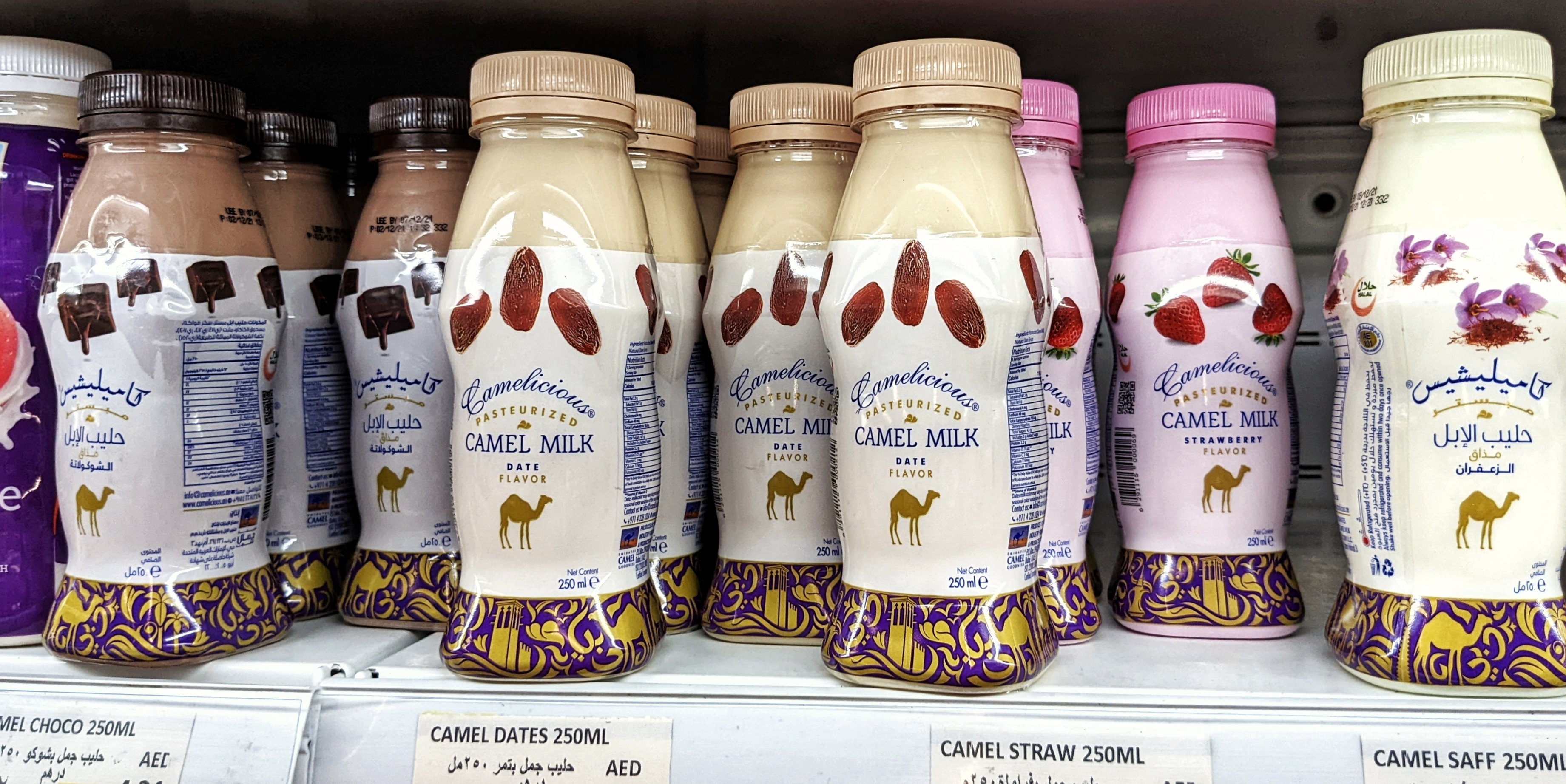
Latte di cammello Camelicious prodotto in Umm Nahad

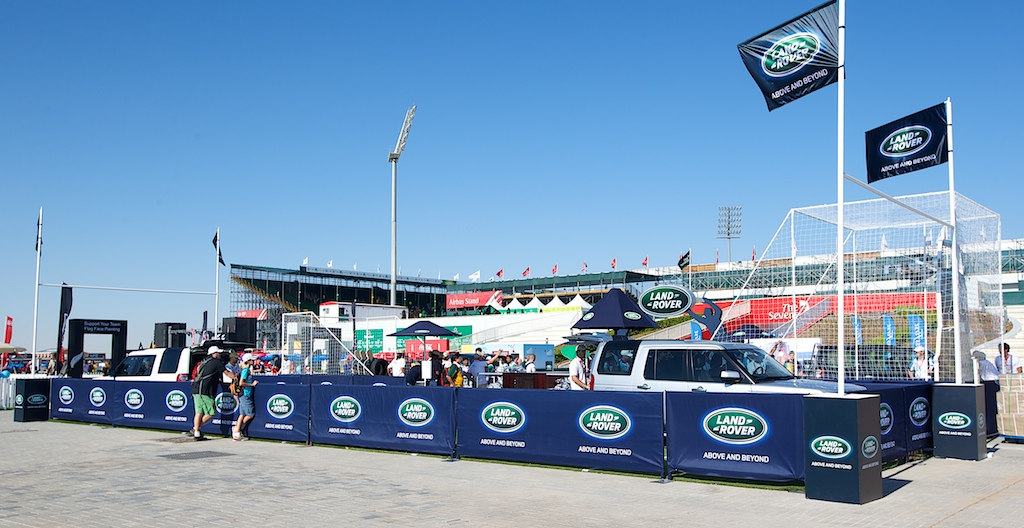
The Sevens Stadium in Al Marmoom

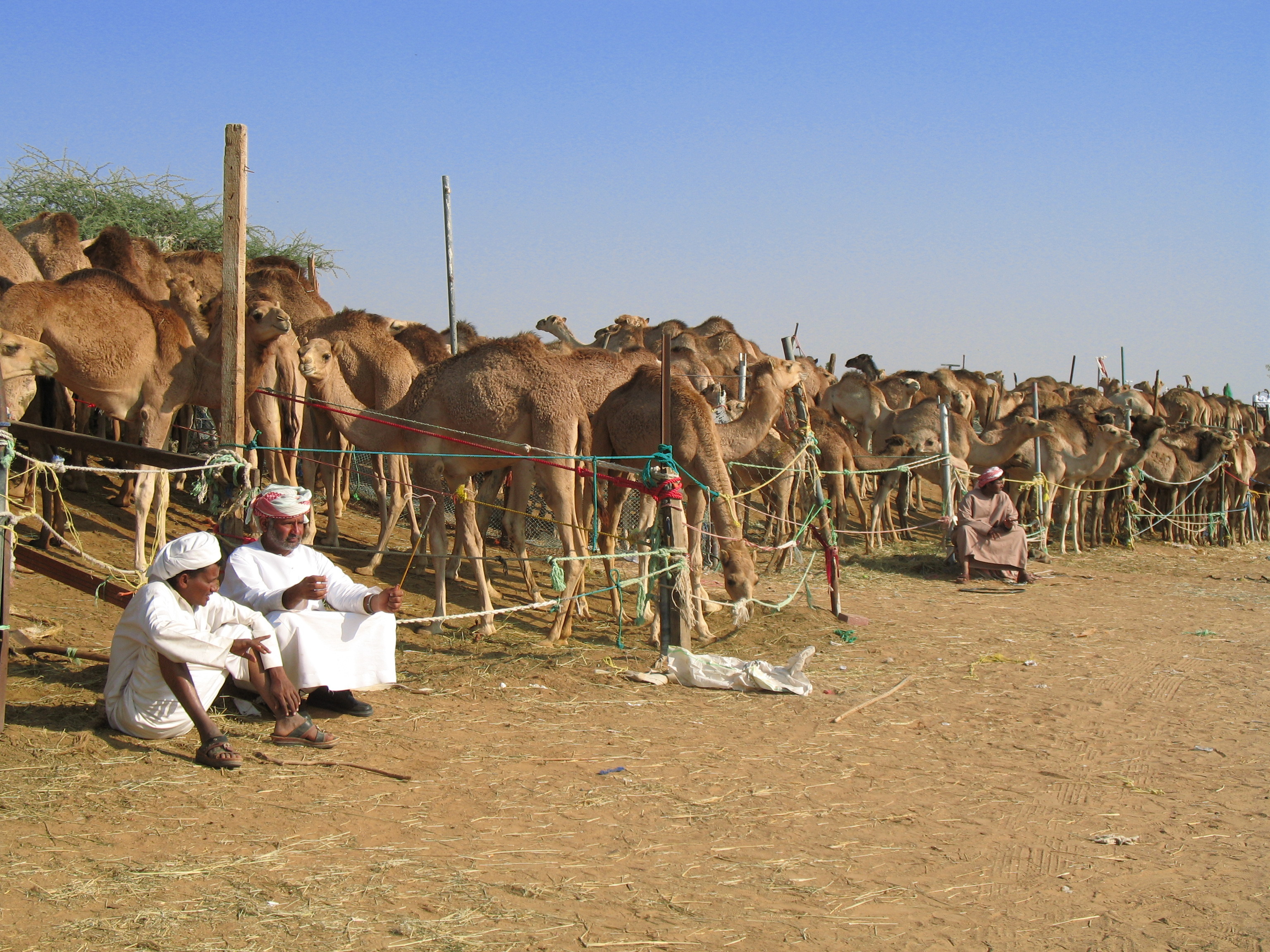
Dubai camel market in Al Lesaily

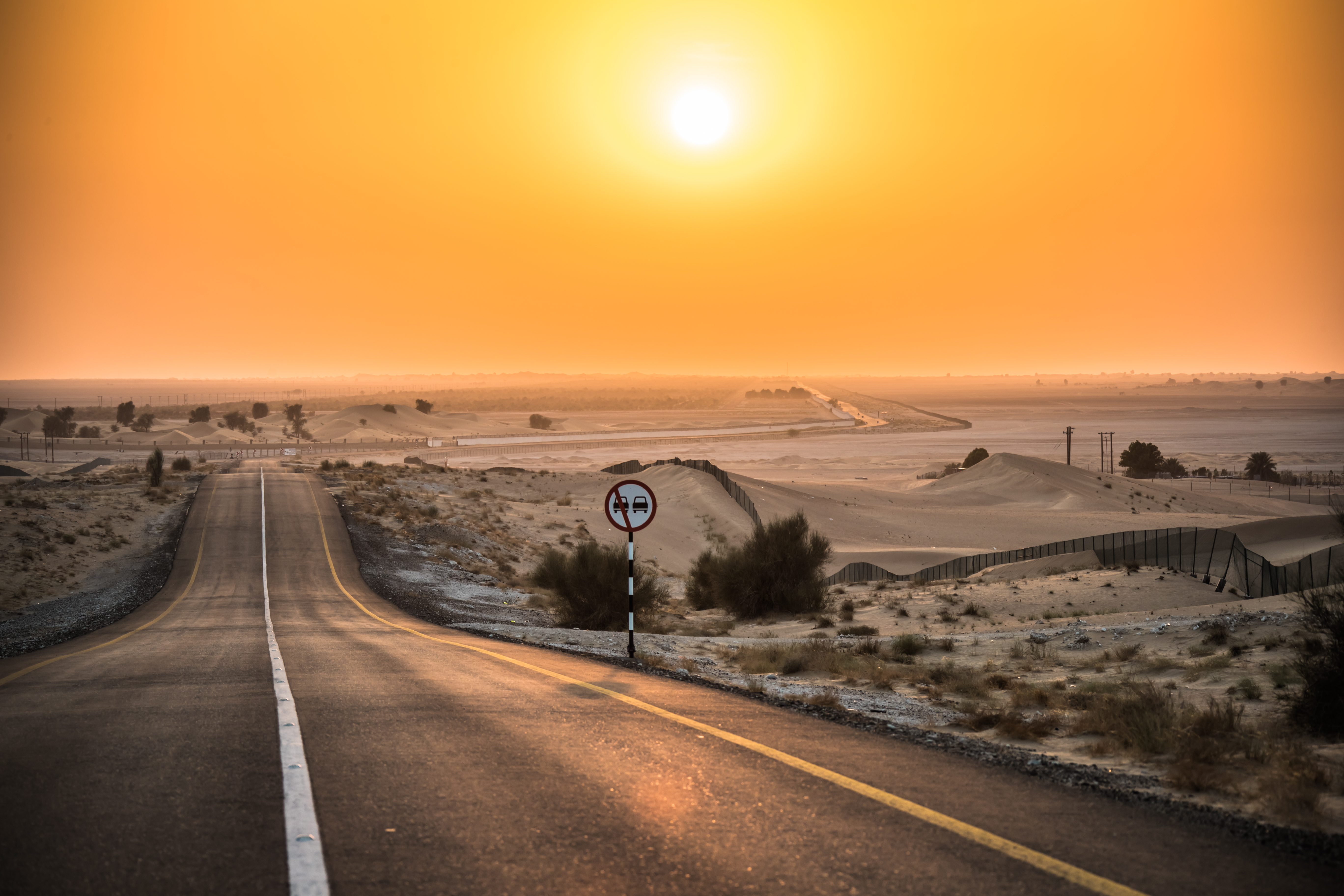
Tramonto sulla E 14 al confine con Abu Dhab presso Al Fagaa

Questo Settore si trova nella zona centrale e meridionale dell'Emirato di Dubai di cui occupa una buona parte. Confina a sud e ad ovest con Emirato di Abu Dhabi. Il territorio fa parte dell'Area non urbana di Dubai costituita in gran parte da territori desertici, zone acquifere, zone di estrazione del gas, aree di conservazione e insediamenti agricoli. Al suo interno si trova la Riserva di conservazione del deserto di Al Marmoom, che è la più grande riserva degli Emirati, con i suoi famosi laghi di Qudra. Il Settore è il più vasto dei settori di Dubai con una superficie di circa 1.664 km², ma il meno densamente popolato, con meno di 18.000 residenti (densita di circa 10,8 ab./km²).
| Codice Comunità | Nome Comunità    | Nome arabo     | Area (km2) | Popolazione (2021) |
| --------------- | ---------------- | -------------- | ---------- | ------------------ |
| 911             | Umm Nahad First  | أم نهد الأولى  | 14,1       | 8                  |
| 912             | Umm Nahad Second | أم نهد الثانية | 8,5        | 2                  |
| 913             | Umm Nahad Third  | أم نهد الثالثة | 15,3       | 3 623              |
| 914             | Umm Nahad Fourth | أم نهد الرابعة | 46,0       | 4                  |
| 915             | Al Yufrah 1      | اليفره 1       | 17,5       | 403                |
| 916             | Al Yufrah 2      | اليفره 2       | 4,3        | 1 593              |
| 917             | Al Marmoom       | المرموم        | 27,3       | 141                |
| 918             | Al Yufrah 3      | اليفره 3       | 11,1       | 1 539              |
| 919             | Al Yufrah 4      | اليفره 4       | 11,8       | 3                  |
| 921             | Al Yalayis 1     | اليلايس 1      | 17,8       | 1 679              |
| 922             | Al Yalayis 2     | اليلايس 2      | 14,3       | 3 685              |
| 923             | Al Yalayis 3     | اليلايس 3      | 12,3       | 4                  |
| 924             | Al Yalayis 4     | اليلايس 4      | 13,2       | 8                  |
| 925             | Al Yalayis 5     | اليلايس 5      | 25,2       | 88                 |
| 931             | Al Lesaily       | الليسيلي       | 112,7      | 2 950              |
| 941             | Grayteesah       | قريطيسه        | 91,8       | 58                 |
| 945             | Al Fagaa         | الفقع          | 140,5      | 442                |
| 951             | Saih Al Salam    | سيح السلم      | 88,7       | 615                |
| 956             | Al Hathmah       | الحثمة         | 82,3       | 37                 |
| 961             | Al Selal         | الصلال         | 170,7      | 684                |
| 967             | Ghadeer Barashy  | غدير براشي     | 70,9       | 33                 |
| 971             | Saih Al Dahal    | سيح الدحل      | 190,2      | 3                  |
| 975             | Al O'shoosh      | العشوش         | 58,9       | 3                  |
| 978             | Saih Shua'alah   | سيح شعيله      | 69,5       | 3                  |
| 981             | Mugatrah         | مقطره          | 139,9      | 347                |
| 987             | Al Layan 1       | الليان 1       | 28,3       | 0                  |
| 988             | Al Layan 2       | الليان 2       | 37,0       | 0                  |
| 991             | Hefair           | حفير           | 143,6      | 0                  |